# Braxton Bragg
Braxton Bragg (Warrenton, Észak-Karolina, 1817. március 22. – Galveston, Texas, 1876. szeptember 27.) az Amerikai Egyesült Államok hadseregének hivatásos tisztje, az Amerikai Konföderációs Államok tábornagya volt, az amerikai polgárháborúban a nyugati hadszíntér parancsnoka volt, később pedig Jefferson Davis elnök katonai tanácsadójává nevezte ki.
Az észak-karolinai Bragg a West Point katonai akadémián végzett és tüzértisztként teljesített szolgálatot. Floridában állomásozott, majd a mexikói–amerikai háborúban három címzetes ranggal léptették előre kiváló szolgálatáért, különösen a Buena Vista-i ütközetért. Szigorú fegyelmet követelő tisztként híresült el, de már fiatal korában arról volt ismert, hogy saját feljebbvalóival hajlamos vitatkozni, akár a hadsereg legfelsőbb vezetőivel is, és a nyilvánosság előtt kritizálja döntéseiket. Ilyen előmenetel után sorozatosan az Indián területeken levő állomáshelyekre osztották be, ezért 1856-ban leszerelt és cukornád-ültetvényes lett Louisianában.
A polgárháború folyamán Bragg kezdetben kiképzői feladatot látott el a Mexikói-öböl térségében és a keze alól kikerülő ezredek a legkiválóbbak voltak a hadseregben. Ezért a nyugati hadszíntérre rendelték kívánatosabb beosztásba, Albert Sidney Johnston tábornagy hadtestparancsnokává léptetve elő. Az elvesztett shiloh-i csatában parancsnoka elesett és P. G. T. Beauregard vezette a Mississippi hadsereg visszavonulását. Corinth ostroma után azonban Beauregard-t Jefferson Davis konföderációs elnök leváltotta és Bragget nevezte ki a helyére. Bragg átnevezte erőit Tennessee hadsereg névre és Edmund Kirby Smith altábornaggyal együtt 1862 nyarának végén két irányból betörtek a már elvesztett Kentucky államba, de mivel nem találtak számottevő támogatásra a lakosság körében, a döntést nem hozó perryville-i ütközet után októberben feladták a Heartland hadjáratot és visszavonultak. Vasúton átcsoportosította erőit a kentucky betöréssel visszanyert Közép-Tennesseebe, de 1862 decemberében Bragg újabb lehetőséget hagyott ki a Stones-folyó menti csatában a tennesseebeli Murfreesboro mellett. Az újabb döntetlenül végződő ütközet után ismét visszavonult. 
1863-ban ütközetek sorát vívta William S. Rosecrans vezérőrnagy Cumberland hadseregével szemben. A Tullahoma hadjáratban júniusban Rosecrans sikerrel mögé került, ezért kénytelen lett Chattanooga fontos vasúti csomópontjáig visszavonulni. Szeptemberben Chattanoogát is feladta, de a keleti hadszíntérről kapott erősítéssel a chickamaugai csatában, a nyugati hadszíntér legvéresebb ütközetében megverte Rosecranst. Azonban ekkor már nem először nem tudta kihasználni lehetőségét és döntő győzelem helyett Chattanooga hosszas ostromába bonyolódott. 1863 novemberében az uniós hadszíntér-parancsnokságot átvevő Ulysses S. Grant vezérőrnagy döntő győzelmet aratott Bragg felett a chattanooga-i csatában.
Mindezen hadjáratok alatt Bragg szüntelenül és elkeseredetten küzdött saját beosztottaival, akik több alkalommal próbálták kieszközölni leváltását. A chattanoogai vereség jelentette az utolsó cseppet a pohárban Davisnél, aki 1864 elején a fővárosba, Richmondba kérette és katonai tanácsadójának hatáskör nélküli beosztásába emelte. A háború végén Wilmington kikötőjét védte sikertelenül az ostromló uniós tengeri erőkkel szemben, majd a Karolinák hadjáratában hadtestparancsnok lett. A háború után Bragg a New Orleans környéki gátak felügyelőjeként dolgozott, felügyelte a mobile-i kikötő fejlesztését, és vasúti mérnök és felügyelőbiztos lett Texasban.

## Ifjúsága
Braxton Bragg az észak-karolinai Warrentonban született, Thomas és Margaret Crosland Bragg gyermekeként. Apja az Angliában született Thomas Bragg (1579 – 1665) leszármazottja volt, aki Virginia gyarmatán telepedett le. Öt testvére közül Thomas bátyja később az Amerikai Konföderációs Államok főügyésze lett. Gyermekként gyakran gúnyolták azzal, hogy börtönben született, utalva azokra a híresztelésekre, hogy édesanyja megölt egy szabad négert, s ezért börtönbe zárták. Bragg levelek ezreiben említi szeretettel apját, míg anyját egyszer sem. Grady McWhiney, Bragg ifjúságának legfontosabb életrajzkutatója azt hangsúlyozza, hogy a híreszteléssel ellentétben a Bragg család törvénytisztelő volt. Noha szomszédaik szegényeknek tartották őket, Thomas Bragg ácsmester elég jól jövedelmező munkákat vállalt ahhoz, hogy Braxtont a Warrenton fiúiskolába küldje, mely az állam egyik legjobb iskolája volt.

## A West Point kiválósága
Bragget tízéves korában apja katonai pályára szánta és kutatni kezdte, hogyan vetethetné föl a West Point katonai akadémiára. A legidősebb Bragg fiú, John az állami törvényhozás képviselője volt, és sikerült Willie Person Mangum szenátor támogatásával felvételt nyernie a 16 éves Braxton számára. Évfolyamtársai között volt Joseph Hooker, John C. Pemberton, Jubal A. Early, John Sedgwick és William H. T. Walker is, később mindannyian polgárháborús tábornokok. Kiváló memóriájának köszönhetően kiváló előmenetelt tanúsított és legtöbb társánál kevesebb fegyelmező gyakorlatot kapott. Az ötven kadétból ötödik lett az 1837-ben diplomázók évfolyamában és a 3. tüzérezred hadnagyaként lépett katonai szolgálatba.

## A hadsereg bakafántosa
Bragg a második szeminol háborúban a mocsaras Floridában állomásozott, kezdetben adminisztratív beosztásban és ezredhadsegédként, miáltal nem látott harcokat. Csakhamar megbetegedett, melyért a tropikus éghajlatot okolta. Egészségügyi okokból áthelyezését kérte, s rövid időre toborzási célból Philadelphiába helyzeték, de 1840 októberében vissza kellett térnie Floridába. Századparancsnok lett a 3. tüzérezredben, majd Fort Marion, a St. Augustine közelében fekvő erőd parancsnoka lett. Ebbéli minőségében többé-kevésbé egészséges maradt, de általában kimerültségbe hajszolta magát, hogy emberei életkörülményein javítson. Levélhadjáratot indított a hadsereg vezető hivatalnokai irányában, beleértve többek közt a főszárnysegédet, a főszámvevőt és tovább építette kötekedő imázsát. 
Bragg ismert volt szigorú fegyelmi követelményeiről és a szabályok szó szerinti betartásáról. Ulysses S. Grant memoárjában megemlít egy szóban terjedő történetet Bragg századparancsnoki korából. Bragg főhadnagy a határvidéki helyőrség századparancsnoka és szállásmestere volt egy személyben. A szabályoknak megfelelően benyújtotta ellátmányigényét saját magának, majd szállásmesteri minőségében elutasította annak kiadását. Ezután mint századparancsnok ismét kitöltötte a papírokat és további indokokkal támasztotta alá igényét, majd szállásmesterként újra elutasította azt. Ezután a holtpontra jutott üggyel a helyőrség parancsnokához járult, aki azt felelte: „Atyavilág, Mr. Bragg, a hadsereg minden létező tisztjével összeveszett, most pedig önmagával pöröl!” A történet azonban kitalált, mivel Bragg a határvidéken nem volt szállásmester és századparancsnok egy személyben, egy fölérendelt parancsnok alá beosztva. Katonái kétszer próbálták meg eltenni láb alól, 1847 augusztusában és szeptemberében, de egyik alkalommal sem szenvedett sérüléseket. A súlyosabbik esetben egyik katonája felrobbantott egy 12 fontos tüzérségi lövedéket tábori ágya alatt. A fekhely ugyan megsemmisült, Bragg azonban sértetlenül kelt ki romjai közül. Bragg gyanította a merénylő kilétét, de bizonyítéka nem volt a vádemeléshez. Később egy Samuel R. Church nevű dezertőr vállalta magára a felelősséget.
1843-ban a 3. tüzérezredet áthelyezték Fort Moultrie-ba, a charlestoni-öböl partján épült erődbe. Bragg itt három jövendő uniós tábornok társaságában állomásozott, akiket ekkor még közeli barátjának tekintett; George H. Thomas, John F. Reynolds mindketten hadnagyi rangban voltak Bragg alá beosztva, a harmadik pedig William Tecumseh Sherman volt. Bragg kilenc cikket írt 1844 és 1845 között a Southern Literary Messenger c. lapba. A "Notes on Our Army," (Jegyzetek hadseregünkről) c. cikksorozatot "A Subaltern" álnév alatt publikálta. Ezekben az írásokban Winfield Scott vezénylő tábornok egyes rendelkezéseit támadta, kibocsátójukat pedig „hiú, jelentéktelen és sunyi” embernek titulálta. A hadsereg adminisztrációs politikáját és tisztjeit is sorozatosan ostorozta. Ajánlásokat fogalmazott meg a hadsereg tábornoki karstruktúrájának átalakítására, melyet a 20. századi átalakítások során újra felkaptak, de a maga idejében figyelmen kívül hagytak.
Bragg cikkei felkeltették James G. Clinton New York-i demokrata képviselő és Winfield Scott politikai ellenfele figyelmét. Miközben Bragg 1844 márciusában washingtoni eltávozáson volt, Clinton beidézte tanúskodni a Képviselőház közpénzkiadásokkal foglalkozó bizottsága elé. Scott a kongresszusi idézéssel szembemenve megtiltotta a megjelenését. Bragget letartóztatták és a virginiai Fort Monroe-ba vitték, ahol elöljárókkal szembeni tiszteletlenség és parancsnak való ellenszegülés vádjával haditörvényszék elé került. Bragg saját maga látta el védelmét és megpróbálta az eljárásból Scott elítélését kihozni. Végül ugyan bűnösnek találták, de büntetése, a hadügyminiszter hivatalos megrovása és fizetésének két hónapi megfelezése több mint enyhe volt, s nem tartotta vissza Bragget a felettesek további kritizálásától.

## A mexikói háború megdicsőült hőse

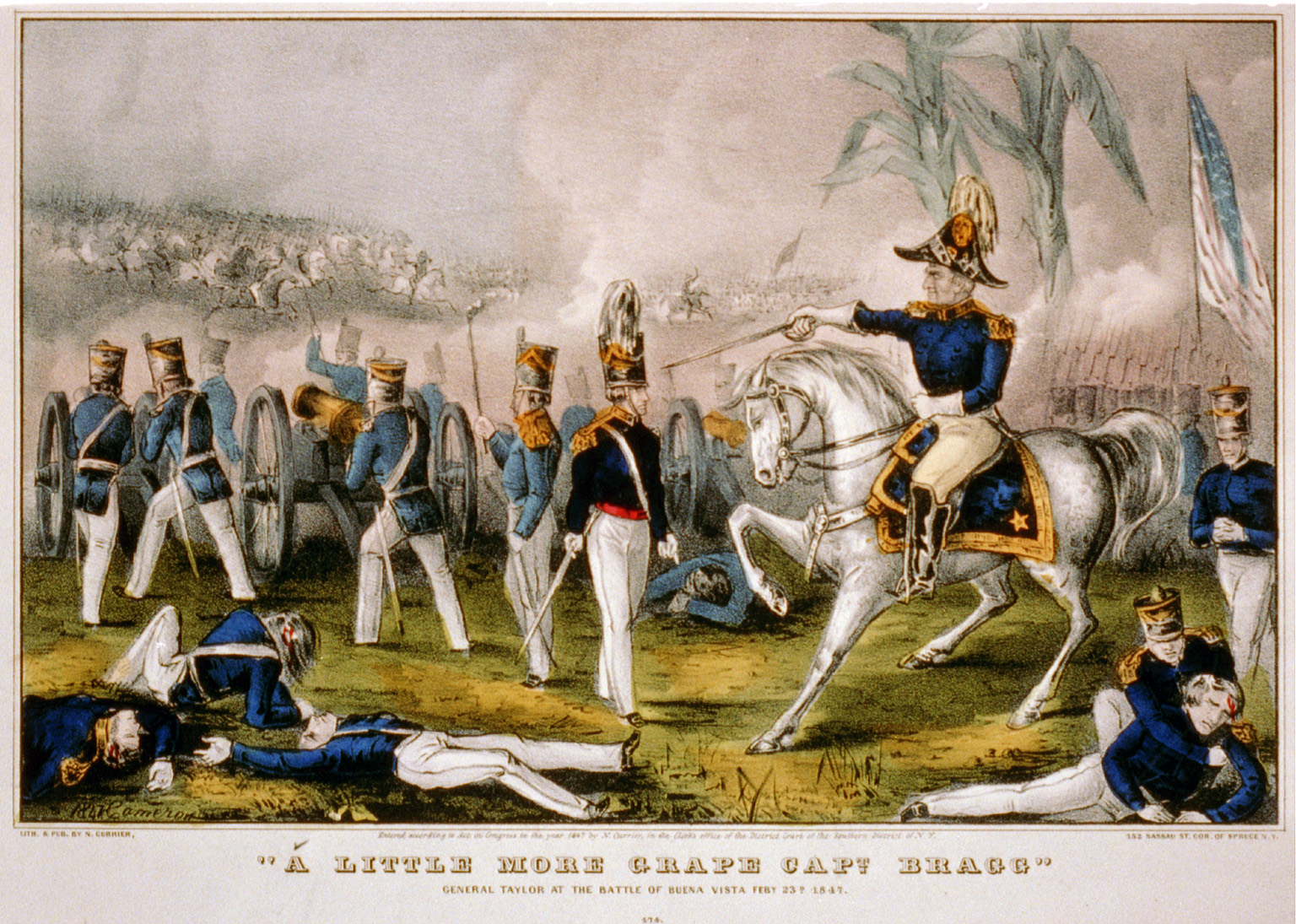
"Még némi kartácsot, Bragg százados" – Zachary Taylor és Bragg a Buena Vistai ütközetben

1845. március 1-jén Bragg tüzérütegét Zachary Taylor tábornok Texas védelmére utasította. Bragget a mexikói–amerikai háború folyamán előléptetésekkel jutalmazták bátorságáért és kiváló szolgálatáért. 1846 májusában A Fort Brown melletti ütközetben címzetes századosi rangot kapott, a monterreyi ütközetben 1846 szeptemberében őrnaggyá léptették elő, majd a Buena Vista-i ütközetet követően 1847 februárjában címzetes alezredes lett. 1846 júniusában a reguláris hadseregben is századossá léptették elő. Széles körben elismerték Taylor hadseregében mutatott szakmai hozzáértését, emberei képzettségét és fegyelmét, valamint a könnyűüteg újonnan begyakorolt taktikáit, melyek a mexikói hadsereggel vívott összecsapások során döntőnek bizonyultak. Buena Vistánál emellett országos hírnevet is szerzett, miután jól ütemezve sikerült tüzérséget telepítenie a vonalban keletkezett egyik résbe, miáltal segített a túlerőben levő mexikói csapatok támadásának visszaverésében. Jefferson Davis ezredes és a mexikóiak által szorongatott 155. gyalogezredének mississippi katonáit támogatva harcolt, mellyel kiérdemelte a jövendő hadügyminiszter, és később a Amerikai Konföderációs Államok elnöki tisztét viselő Davis háláját. Davis sosem felejtette el a megmentéssel felérő segítséget, és tovább erősítette szövetségüket Winfield Scott iránt érzett ádáz gyűlöletük.
Egy anekdota keringett arról, hogy Taylor tábornok utasítására, miszerint „még némi kartácsot, Bragg százados”, Bragg megsokszorozta erőfeszítéseit és megmentette a helyzetet; ez azonban csak szóbeszéd tárgya volt. Bragg a nép hőseként tért vissza az Egyesült Államokba, egy kaliforniai helyőrséget mindjárt el is neveztek róla Fort Braggnek, szülővárosa, Warrenton polgárai pedig díszkarddal ajándékozták meg. David Outlaw kongresszusi képviselő így méltatta: „Bragg ezredes [...] kiváló hírnevet szerzett magának, melyet a legnagyobb hízelgéssel emlegetnek. A Braggeket korábban plebejusi mivoltuk miatt lenézők és őket társaságban szalonképtelennek tartók örülnek a megtiszteltetésnek. Bragg ezredesnek azt a megvetést lelke mélyén elraktározva kell kezelnie őket.” Bragg New Yorkba, Washingtonba, Mobile-ba, és New Orleansba menve mindenhol megbecsüléssel fogadták.

## Házassága és civil élete
Ünnepi körútja során meglátogatta az Evergreen ültetvényt a louisianai Thibodaux-ban, ahol megismerte az akkor 23 éves Eliza Brooks Ellist, egy cukornádültetvény vagyonos várományosát. 1849. június 7-én házasodtak össze és szeptember 10-én már Jefferson Barracksba költöztek. Ennek az állomáshelynek a viszonylagos kényelmét azonban 1853 októberében kénytelenek voltak otthagyni, mikor Bragget átvezényelték az indián területeken, a mai Oklahoma államban fekvő Fort Gibsonba. Nyolc hónappal később a texasi határ mentén fekvő Fort Washita erődjébe került és ezen primitív életkörülmények egy házaspár számára nem voltak elviselhetőek. További hat hónap után Bragg eltávozást kért és visszakísérte Elizát Thibodauxba. Bragg Washingtonba utazott kieszközölni Jefferson Davis hadügyminisztertől, hogy tüzérségi ütegét a határszolgálatból vonják ki, de próbálkozása eredménytelen maradt.
1855. december 31-én Bragg benyújtotta lemondását, mely 1856. január 3-án lépett hatályba. Feleségével 1600 angol hold (6,5 km2)-nyi cukornádültetvényt vásároltak kb. 5 km-re Thibodaux-tól északra. Sosem volt a rabszolgaság ellenzője, sőt, apja és felesége is rendelkeztek rabszolgákkal, ezért 105 néger dolgozott az ültetvényén. Arra nézve nincs információ, hogy durván bánt volna velük, de szigorú fegyelmet és katonai hatékonyságot követelt meg. Ennek következtében beruházása azonnal jövedelmezőre fordult a birtokot terhelő jelzálog ellenére. Helyi politikai ügyekkel kezdett foglalkozni és 1860-ban beválasztották a közmunkabizottságba. Az 1850-es évek folyamán kibontakozó országrészek közötti válság végig izgalomban tartotta. Bragg elutasította a szecesszió gondolatát, mivel szerinte a köztársasági alkotmányt semmilyen többség nem helyezheti hatályon kívül, így az északi többség sem szegülhet szembe a rabszolgaság intézményével, mely alkotmányos védelmet élvezett. Ebbéli meggyőződését azonban hamarosan kihívás érte.

## A polgárháborúban

### A sikeres kiképző és hadseregszervező

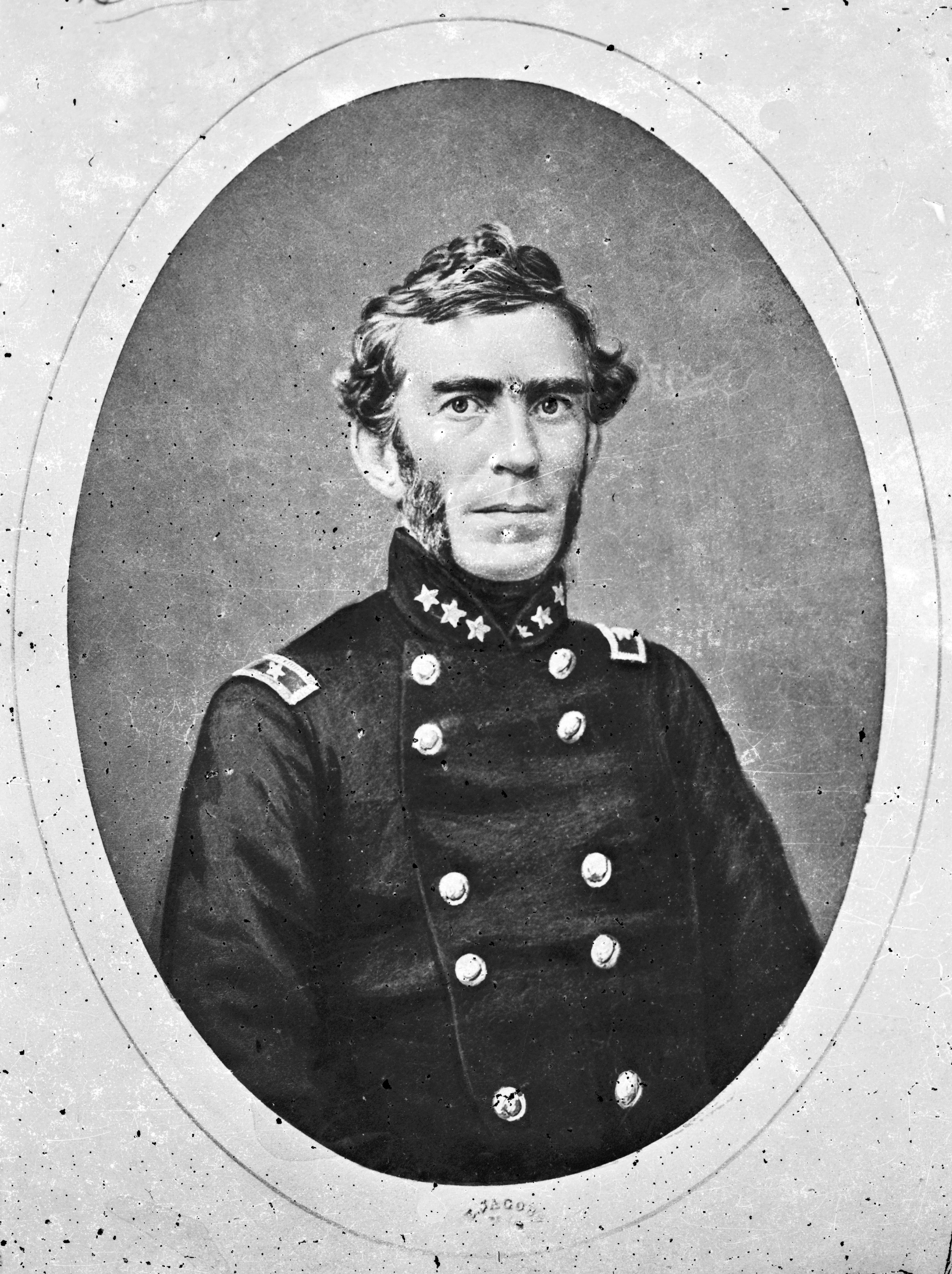
Braxton Bragg, CSA

Abraham Lincoln elnökké választása után Bragg az elszakadt louisianai állami milícia ezredese lett. 1860. december 12-én Thomas O. Moore kormányzó őt nevezte ki az állami katonai bizottság tagjának. A bizottság feladata 5000 fős hadsereg megteremtése volt. Bragg ellenezte a szecessziót, de a megbízatást ennek ellenére elfogadta. 1861. január 11-én Bragg 500 önkéntessel Baton Rougeba ment és rábeszélte a szövetségi hadianyagraktár parancsnokát a megadásra. Január 26-án az állami konvenció megszavazta az elszakadást és elhatározta a hivatásos állami hadsereg létrehozását. Bragg P. G. T. Beauregard-ral vetélkedett a hadsereg parancsnokságának elnyeréséért. Moore február 20-án vezérőrnaggyá előléptetve Bragget nevezte ki parancsnoknak. Bragg előléptetés felkínálásával akarta leszerelni Beauregard megsértett büszkeségét, de az dacból reagálva nem fogadta el és egy rövid kitérő után átnyergelt a Konföderáció hadseregéhez.
Az újdonsült parancsnok 1861. április 16-ig fungált New Orleans környékén, de már március 7-től szintén a konföderációs hadsereg, a CSA kötelékébe lépett dandártábornoki rangban. Florida állam déli csücskében levő Pensacolát védő csapatok parancsnoka lett, majd Alabamában állomásozott, végül a Department of West Florida (Nyugat-Floridai Adminisztratív Körzet) parancsnokaként 1861. szeptember 12-én előléptették vezérőrnaggyá. Működése sikeres volt, katonáit, mint például az 5. georgiai és a 6. floridai gyalogezredet a CSA legfegyelmezettebb egységeivé képezte ki.
1861 decemberében Davis elnök felkérte a Trans-Mississippi Department, a Mississippin-túli Adminisztratív Körzet vezetésére. Bragg ezt elutasította, mert a Mississippitől nyugatra a kilátásokat rossznak ítélte meg a rosszul felszerelt és ellátott csapatok fegyelmét pedig gyengének. A határvidéken évekig gyötörte a reuma, az emésztés zavarai, az idegkimerültség és migrénes fejfájás; olyan betegségek, melyek hozzájárultak kiállhatatlan modora kialakulásához. Davis helyette Earl Van Dornt nevezte ki. Bragg javasolta Davisnek, hogy változtassa meg a Konföderáció minden egyes négyzetméterét megvédő stratégiáját és hogy a csapatokat a Mexikói öböl partvidéke helyett északabbra helyezze, ahol más egységekkel egyesülve támadást intézhetnének Tennessee ellen. 1862 februárjában Bragg kb. 10 000 katonát szállított Corinthba, és megbízatása szerint az Albert Sidney Johnston tábornagy alá rendelt déli katonák fegyelmét kellett megszilárdítania. Így lett az Army of Tennessee (Tennessee hadsereg) hadosztályparancsnoka.

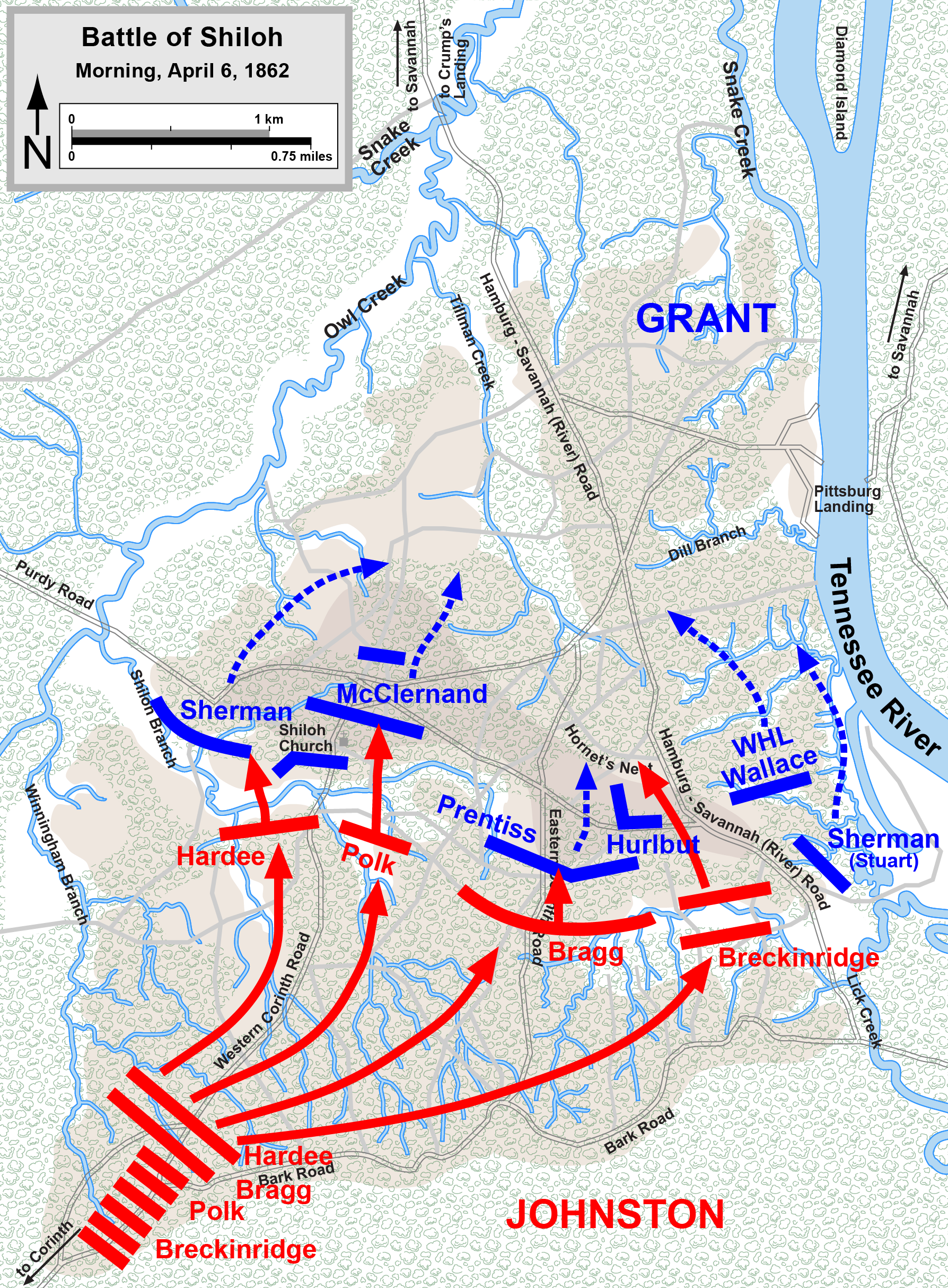
A Shiloh-i csata térképe; az 1862. április 6-a reggelének helyzete.
Konföderáció
Unió

### Hadtestparancsnokként Shiloh-nál
Bragg hadtestparancsnok és törzsfőnök volt Johnston mellett az 1862. április 6-7-e között vívott shiloh-i csatában. A konföderációsok észrevétlen, meglepetést okozó felvonulása után Bragg hadtestének egy majdnem öt kilométeres részen kellett támadnia. Hamarosan azonban olyan egységek harcát kezdte irányítani, melyek a centrum körül gyülekeztek. A támadás leragadt a Hornet's Nestnek nevezett uniós ellenállási központ körül, melyet órákon keresztül sikertelenül igyekezett megtörni a részenként, kis egységekkel indított frontális támadásokkal. Miután Johnston halálos sebet kapott, P. G. T. Beauregard tábornagy vette át a parancsnokságot, és Bragget tette helyettesévé. Bragg megdöbbent, mikor Beauregard lefújta a késő délutáni rohamot az északiak utolsó, erősen védett állása ellen. Bragg szerint ekkor veszett el a győzelem utolsó esélye. A második napon az erősítéseket kapó uniósok ellentámadásba lendültek a Corinth felé visszavonuló déliekkel szemben.
A közvélemény felmagasztalta Bragget a csatában való helytállásáért és 1862. április 12-én Davis tábornaggyá léptette elő, mellyel hatodikként nyerte el a CSA legmagasabb katonai rangját. Előléptetését visszadatálták 1862. április 6-ra, a shiloh-i csata első napjára. Corinth ostroma után Beauregard betegszabadságra ment, és Bragg vette át ideiglenes jelleggel a Mississippi állambeli Tupelóba visszavonult hadsereget. Beauregard két hetes eltávozásáról nem értesítette Davis elnököt és az engedélyét sem kérte. Davis már amúgy is le akarta váltani Corinth feladása miatt, így megragadta a lehetőséget és 1862. június 17-én Bragget nevezte ki a nyugati hadszíntér parancsnokának, mely által hatáskörébe került a Mississippi hadsereg.

### A Mississippi hadsereg kiállhatatlan parancsnoka

#### A Heartland hadjárat – a tervezés

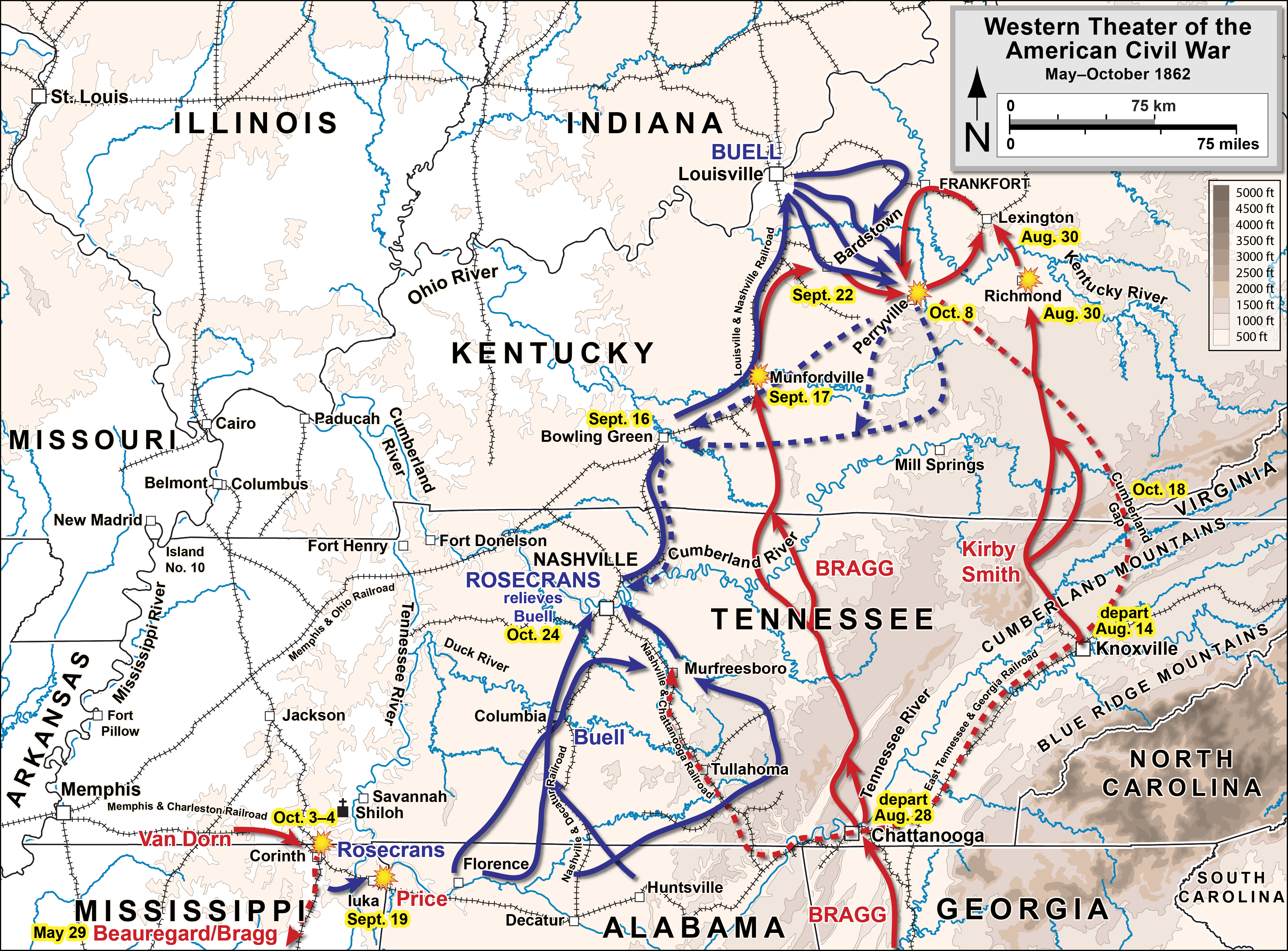
1862 májusától októberéig – a nyugati hadszíntér műveletei Corinth ostromától a Heartland hadjáratig.

1862 augusztusában Edmund Kirby Smith vezérőrnagy Kelet-Tennesseeből kiindulva a hegyek közti hágót elfoglalva behatolt Kentuckyba, remélve, hogy feléleszti az állam déli támogatóit, és utánpótlásvonalának elvágásával fenyegetve arra kényszeríti Don Carlos Buell vezérőrnagy sokszoros túlerőben levő hadseregét, hogy egészen az Ohio-folyó túlpartjáig vonuljon vissza. Bragg más terveket forgatott fejében, Corinthot akarta visszafoglalni, vagy pedig Buell hadserege ellen támadva Közép-Tennesseet és az óriási nashville-i ellátóközpontot hatalmába keríteni. Végül azonban elszánta magát Kirby Smith támogatására és 30 000 gyalogost vasúton Tupelóból Mobile-on és Montgomeryn keresztül Chattanoogába helyezett át. Vontatott tüzérsége és lovassága az utakon poroszkálva követte. Noha Bragg volt a nyugati hadszíntér rangidős parancsnoka Davis Kirby Smithnek az önálló Department of East Tennessee (Kelet-Tennessee adminisztratív körzet) parancsnokságát adta, vagyis nem rendelte alá Braggnek. Ezzel a Heartland hadjárat egyetlen koncentrált erőfeszítés helyett két egymással vetélkedő parancsnok párhuzamos műveletévé vált, mely nagy nehézséget okozott Braggnek és nagyban csökkentette a hatékonyságot.
Kirby Smith és Bragg 1862. július 31-én találkoztak Chattanoogában, és tervet kovácsoltak. Előbbi Kentucky hadserege (Army of Kentucky) kezdi a műveletet a Kentucky kapujának számító Cumberland-szoros elfoglalásával. Bragg hadserege ezalatt hosszú útjának fáradalmait pihente ki és újraszerveződést igényelt, így nem volt abban a helyzetben, hogy azonnal támadhasson. Smithnek ezután vissza kellett fordulnia és csatlakoznia Bragghez, majd összevont erejük Buell hátába került volna és ütközetre kényszeríti utánpótlási vonalának védelmében. Az egyesülés után a rangidős Bragg átveszi a parancsnokságot a teljes haderő fölött és Kirby Smith a parancsnoksága alá kerül. Feltételezve, hogy Buell hadseregét sikerül megsemmisíteni, a hadsereg ezután északra fordul és benyomul Kentuckyba, melyet a helyi lakosság szerintük örömmel fog üdvözölni. A maradék uniós seregeket a zászlajaik alá áramló kentucky önkéntesekkel megerősödve itt megsemmisítik és a konföderációs határt az Ohio-folyóig tolják ki.

#### A hadjárat elindul
Augusztus 9-én Kirby Smith üzenetet küldött, hogy mégsem tartja magát a megállapodáshoz, hanem a Cumberland-szoroson áttörve csak egy kisebb erőt hagy hátra annak védelmére és azonnal északnak veszi az irányt. Mivel Braggnek nem volt hatásköre őt utasítani a megegyezés tiszteletben tartására, így kénytelen volt egy olyan műveletet végrehajtani, mely kihagyja Tennessee állam fővárosának, Nashville-nek elfoglalását, és az ellátóbázisát Lexington környékére teszi. Figyelmeztette Kirby Smitht, hogy Buell üldözni fogja és kisebb hadseregét megveri, mielőtt egyesülhetnének. Buell azonban nem akarta Nashville-t feladni és nem sietett Kentuckyba, hanem arra várt, hogy Bragg mihez kezd. Bragg augusztus 27-én elhagyta Chattanoogát, közvetlenül azelőtt, hogy Kirby Smith a richmondi ütközetben szétverte William Nelson vezérőrnagy sebtében összevont milíciáját. Útban észak felé megadásra kényszerítette Munfordville 4200 fős helyőrségét és 5000 kézifegyvert, 10 ágyút, lőszert, lovakat és öszvéreket zsákmányolt. A foglyokat kegyelemben részesítve szabadon eresztették.
Munfordville bevételével elvágta a szövetségi vasúti összeköttetést Louisville és Nashville között. Ezután döntés elé került, hogy vállalja-e a küzdelmet a vasútvonalát visszaszerezni akaró Buell ellen egymaga, vagy feladja a vasutat és egyesüljön Kirby Smith erőivel, mely elfoglalta Lexingtont és így az állam középső vidékét ellenőrzése alá vonta. Bragg megvárta, vajon Buell támad-e a rendelkezésre álló öt hadosztállyal, de az erre nem mutatott hajlandóságot. Bragg nem tudta, hogy Buell ereje felét Nashville-ben hagyta és nem akarta a kétszeres létszámfölényben levő ellenséget sem megtámadni, sem Bowling Green felé üldözni, mivel készleteit szűkösnek érezte ehhez a vállalkozáshoz. Shelby Foote szerint Bragg Van Dorn és Lee vereségeinek hírére elveszítette az akaratát a kezdeményezésre és a hitét a győzelemben. Bragg a korabeli hadászati doktrínát követve az összpontosítás és a vasútvonal átengedése mellett döntött és Bardstown felé vette az irányt. Seregét elhagyva a fővárosba, Frankfortba ment, ahol találkozott Kirby Smithszel és október 4-én részt vett Richard Hawes kormányzó felesküvésén. A beiktatást a közeledő északi csapatok ágyúzása zavarta meg, így az utána tervezett bál már el is maradt.

#### A Perryville-i ütközet
Október 8-án a két sereg részei összecsaptak a perryville-i ütközetben. Buell manőverezése megtévesztette Bragget és saját magát is. Előző nap a vízlelőhelyeket kereső portyázók összecsapásai után nyomasztó uniós túlerő vonult fel Braggel szemben, de nem tudta, hogy hol és mekkora erőkkel kell szembenéznie. Bragg saját maga sem sejtette, hogy erőit az oroszlán torkába vezette. Leonidas Polk vezérőrnagy szárnyán levő csapatai támadási parancsot kaptak, miután felfedeztek egy viszonylag elszigetelt uniós csapattestet, Alexander M. McCook vezérőrnagy hadtestét. A parancsoknak gyakran nem engedelmeskedő Polk egészen addig vajmi keveset tett a támadás érdekében, amíg Bragg személyesen meg nem érkezett. Ezután végül megtámadta az északi hadsereg bal szárnyát képező hadtestet és a zavaros, hullámzó küzdelem során visszaszorította. Estére McCook másfél km-t hátrált, de a kapott erősítésekkel megszilárdította vonalát. Bragg csak ekkor ébredt rá, hogy eddig Buell hadseregének kevesebb mint a felével küzdött és hogy a véres harcban kivívott taktikai győzelem mit sem ér a közelgő uniós összpontosítást tekintve.
Kirby Smith kérte Bragget, hogy folytassa a sikeres támadást: "Isten szent nevére, tábornagy, engedje, had küzdjünk meg Buellel itt!" Bragg válasza úgy hangzott: "Ezt fogom tenni, uram.". De ezután egy megfigyelő szerint "olyan zavarodottság és habozás vett erőt rajta, mely elképesztette Smitht, Hardeet, és Polkot". és elrendelte a hadsereg visszavonulását a Cumberland-szoroson keresztül Knoxville felé. Bragg visszavonulására úgy kezdett utalni, mint egy hatalmas portya sikeres befejezésére.

#### Visszavonulás
Több oka is volt a visszavonulásra. Észak-Mississippiből az a lelombozó hír érkezett, hogy a térség harmadik körzetparancsnoka, Earl Van Dorn és Sterling Price hadserege vereséget szenvedett a fontos vasúti csomópont visszafoglalásáért vívott második corinthi ütközetben.Robert E. Lee tábornagy marylandi hadjárata az Antietamnél kudarcba fulladt és az Észak-virginiai hadsereg visszavonulásra kényszerült. Látta, hogy hadserege még Kirby Smith hadával egyesülve is súlyos létszámhátrányban van az északiakkal szemben és tisztázatlan parancsnoki viszonyok miatt nem tud biztosan számítani Kirby Smith engedelmességére. Egy további részsikert hozó győzelem nem sok eredménnyel járt volna, míg egy vereség nem csak az addig zsákmányolt bőséges készleteket veszélyeztette volna, de az utolsó még veretlen hadsereg létét is veszélyeztette volna, mellyel a Konföderáció 1862-ben északi irányban műveletet végzett. Feleségének a következőket írta levelében: „Az egész délnyugat az ellenség kezére kerülvén bűnöm megbocsáthatatlanná vált volna, ha nemes kis hadseregemet ezen az északi klímán sátrak és cipők nélkül téli fogságra és mindennapi élelmüket gyűjtögetésből való előteremtésre kárhoztatom, stb.” Bragg az aszályos időjárás miatti rossz aratás után kételkedett benne, hogy elég élelmet tud-e találni az átteleléshez, mivel a Konföderáció irányából Kentucky keleti felébe nem vezetett vasútvonal, így logisztikailag el lettek volna vágva otthonról. Buell hadseregének megsemmisítését nem lehetett végrehajtani, mert a tervekkel ellentétben a kentuckyi lakosság mérsékelt örömmel fogadta a konföderációs hadsereget és csak 4-5000 önkéntes áramlott a zászlók alá, nem pedig a tervezett 20 000-nél is több. Visszatérte után sürgősen a fővárosba rendelték, hogy magyarázatot adjon leváltását követelő tisztjei vádjaira a hadjárat vezetését illetően. Davis nem váltotta le, és az amúgy is nehezen elviselhető modorú Bragg kapcsolata saját beosztottjaival fokozatosan gyűlöletbe csapott. A hadsereghez való visszaérkezése után áttelepült Murfreesboroba, melyet Buell északra való távoztával az unió feladott. Így a Heartland hadjárat legalább Tennessee középső részének visszaszerzésére módot adott, ahonnét perspektivikusan az állam fővárosát, Nashville-t fenyegethették.

### Harc Tennesseeért

#### Átszervezés

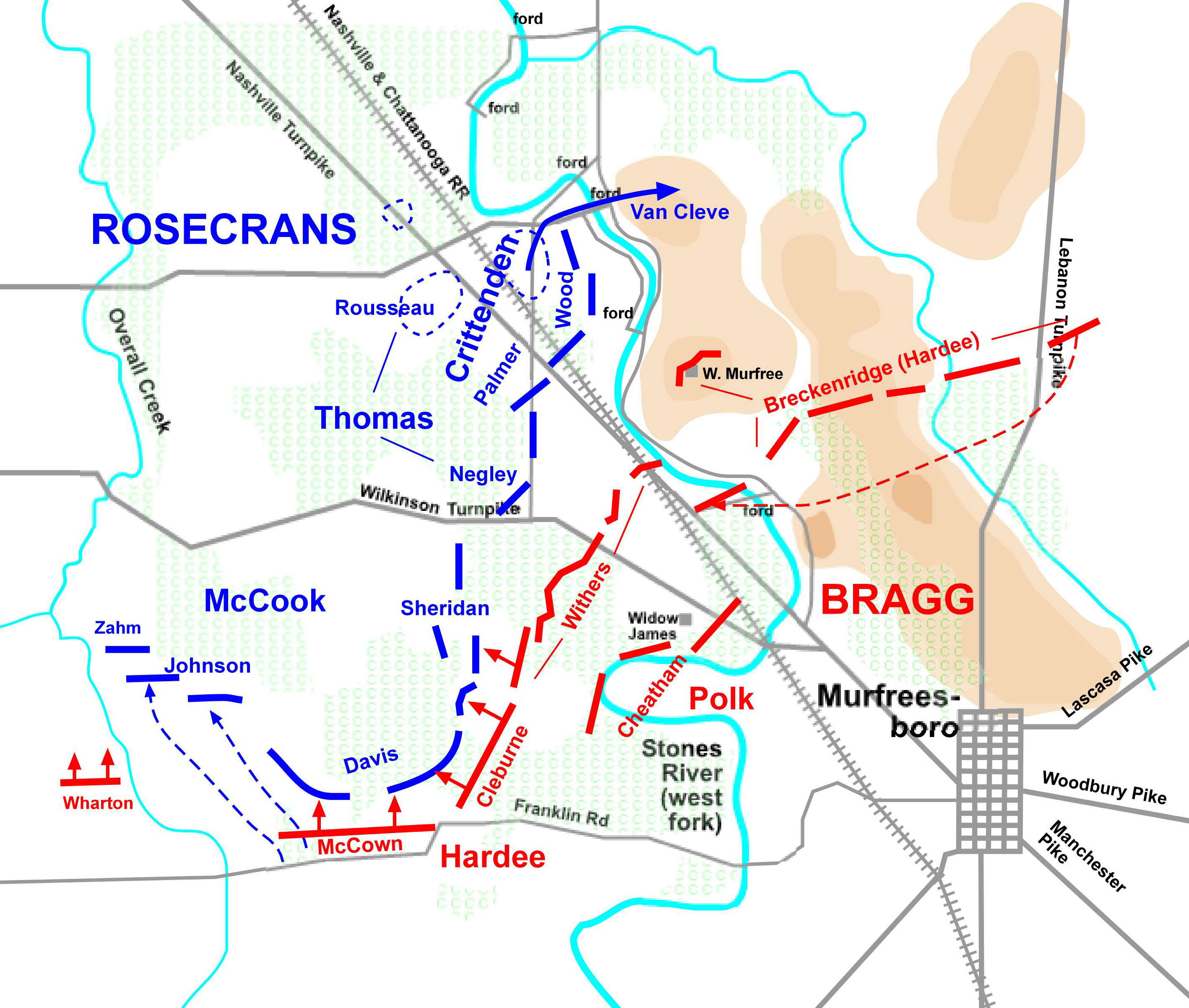
A december 31-én reggel induló támadás idején a helyzet.

Bragg erőihez csatlakozott Kirby Smith Kentucky hadserege, ezért 1862. november 20-án új működési területe után hadseregét átnevezte Army of Tennesseenek. Braggnek csak 35 000 fő állt rendelkezésére, mert december közepén Davis elnök a táborába látogatott és ragaszkodott hozzá, hogy Carter L. Stevenson 7500 főt számláló hadosztályát nyugatra helyezzék át, Vicksburg védelmére.
November 24-én a lassúnak és eredménytelennek tartott Don Carlos Buellt Lincoln leváltotta és az Ohio hadsereg élére William S. Rosecrans vezérőrnagyot nevezte ki, akire azt a feladatot szabta ki, hogy energikusan kezdeményezzen harcot és foglalja el az uniós szimpátiát tápláló Kelet-Tennesseet. Rosecrans is új nevet adott hadseregének, az Army of the Cumberlandet (Cumberland hadsereg) választva, majd egy hónapnyi kiképzés, újrafegyverzés és készletfelhalmozás után december 26-án elhagyta Nashville-t. Több mint 81 000 katonájának felét utánpótlási vonalának védelmére szórta szét, melyet a Bragg parancsára a hátországba küldött John Hunt Morgan vezette déli lovasság portyái zaklattak. A maradék 41 000 fővel Rosecrans a murfreesboroi állások felé közeledett. Hadtestei külön vonulva keresték a hibásan Stewards Creeknél sejtett Tennessee hadsereg hollétét. La Vergne és Nolanville mellett a tapasztaltabb és számosabb Joseph Wheeler dandártábornok vezette déli lovasság kisebb csatározás árán felderítette az északi pozíciókat. December 27-én McCook hadteste Triune-nál megpróbált Hardee erői mögé kerülni, de Bragg visszavonta Hardeet, majd a kitörő vihar miatt McCook megállt. Wheeler lovashadosztálya december 29-én a vonalak mögé került és utánpótlási vagonokat pusztított el, valamint ezer foglyot is ejtett.

#### Vérfürdő a Stones River mentén

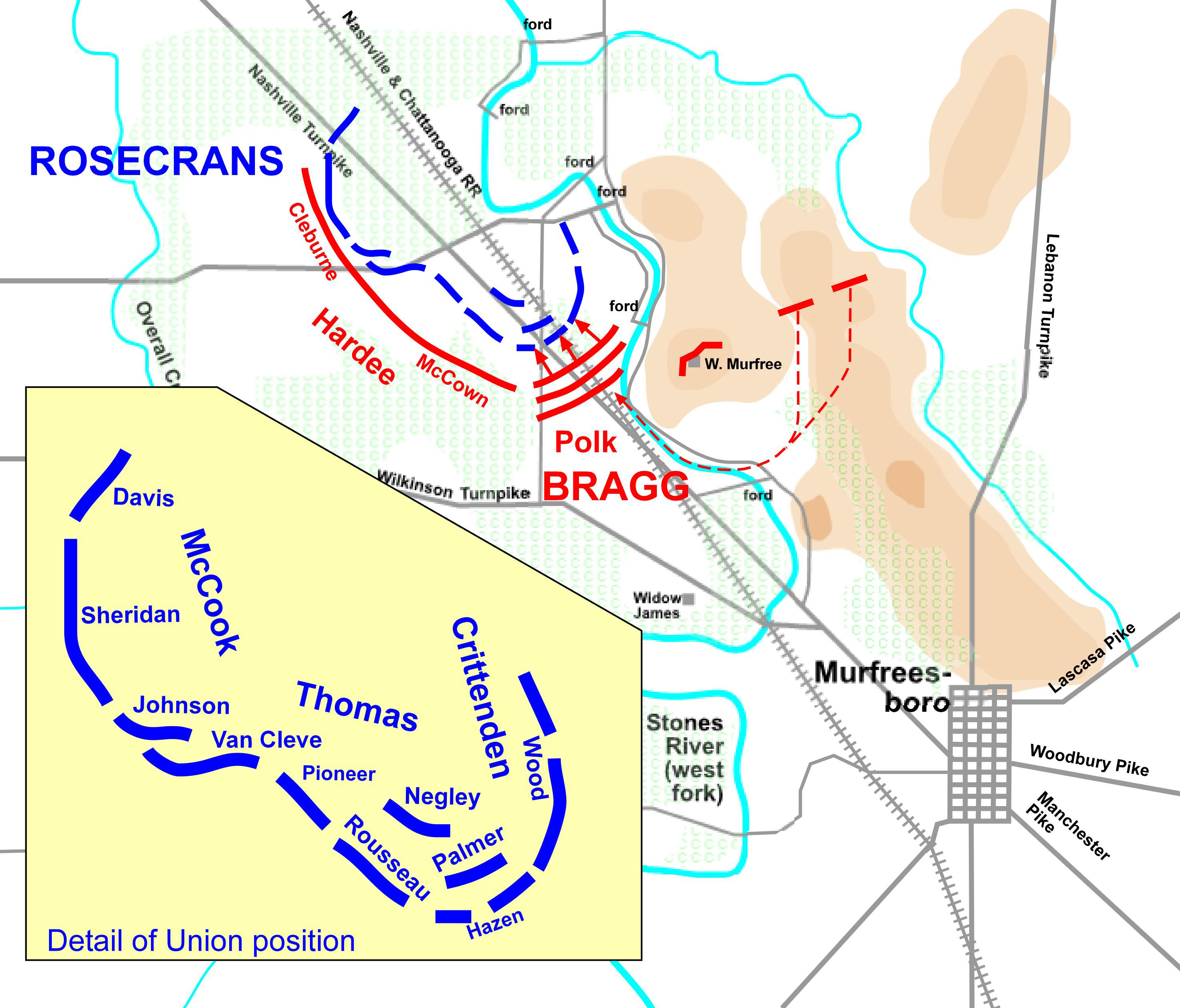
A december 31-én esetére kialakult helyzet.

Rosecrans és Bragg egyaránt a másik jobbszárnya ellen akart támadni a Stones-folyó menti ütközetben és ennek megfelelően csoportosított át. Bragg bizonyult gyorsabbnak és balszárnyán túlsúlyt képezve 1862. december 31-én reggel 6 órakor erős, a shiloh-i csatához hasonlóan nagy meglepetést okozó támadást indított a McCook vezette hadtest ellen. A támadás több hadosztályt megfutamítva, nagy lendülettel indult, tovább gyarapítva a McCook elleni sikereket. Rosecrans kénytelen lett saját támadását lefújni és jobbszárnyának hadosztályait az összeomló bal megerősítésére átdobni.
A sziklás, erdős terepen a támadó déli gyalogság szétbontakozott és öt kilométerrel vetette vissza az északiakat, de a tüzérség nem tudott lépést tartani a rendkívül gyors támadással. A második hullámban Polk hadosztályai támadtak, hevesebb ellenállást leküzdve, mert Philip Sheridan uniós hadosztálya számított egy korai támadásra és készen fogadta a rohamot. Így a soha meg nem ingó George H. Thomas vezérőrnagy hadteste körül megerősödött az ellenállás és szervezett hátrálássá lassult. Délelőtt tíz órára a déliek kb. 3000 foglyot ejtettek, 28 ágyút zsákmányoltak és a legtöbb kitűzött célt elérték. Dél körül James S. Negley vezérőrnagy és Sheridan keményen harcoló és nagy veszteségeket okozó hadosztályai kifogytak a lőszerből és meghátráltak a nyomás alatt.
A harc hatalmas véráldozattal járt mindkét oldalon. Az északi vonal a jobbszárnyon az északnyugat felé vezető út töltése mentén lapult el és a hadsereg egyre kisebb területre szorult vissza. Az uniós jobbszárny azonban kitartott, mert John C. Breckinridge hadosztálya először nem támadott, majd nem talált senkit az elhagyott állásokban, végül mikor délután 4-kor rálelt az ellenségre, részenként indított erőtlen rohamát véresen visszaverték és a megismételt, megtámogatott támadása is kudarccal végződött. A sziklák és fák fedezékébe bújó északiak állásait az ágyútűz nem tudta feltörni, míg saját tüzérségük sikerrel ritkította a déli sorokat az ellenük intézett hasztalan rohamok során.

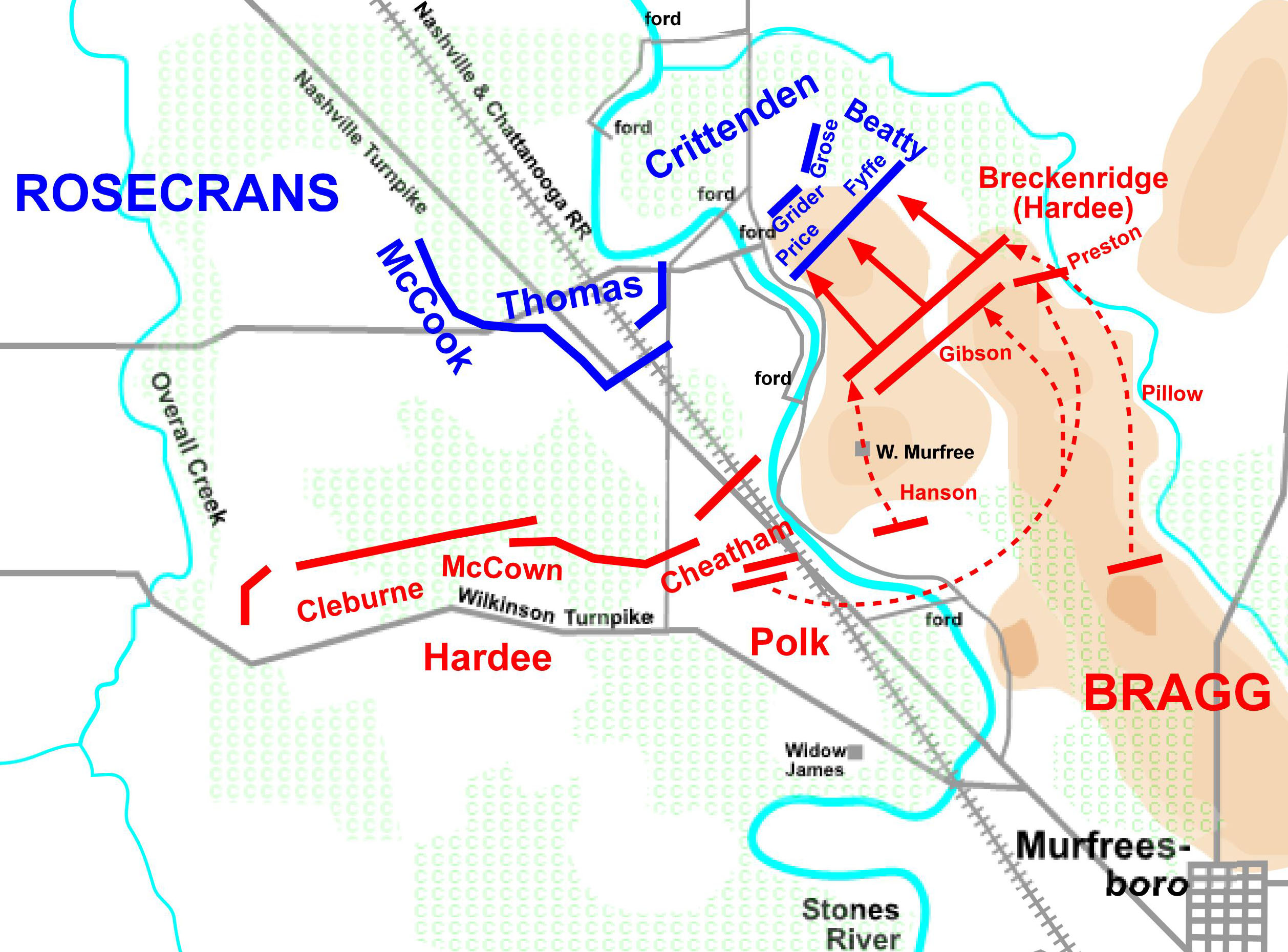
A helyzet 1863. január 2-án délután.

A télen korán beálló sötétség véget vetett a küzdelemnek, de Wheeler lovassága tovább támadta a fedezetlenül maradt, Nashville-be vezető utánpótlási vonalat. A sebesülteket mozgató vagonokat erős fedezet mellett lehetett csak hátraküldeni, de annyi szerelvény átjutott, amennyivel Rosecrans készletekhez jutott és vállalni tudta a további ütközetet. Wheeler a sebesültek mentését visszavonulásként értelmezte és ebben a szellemben informálta parancsnokát is. Bragg nem számolt Rosecrans lélekjelenlétével és információi alapján azt feltételezte, hogy a Cumberland hadsereg vissza fog vonulni.
Január 1-jén azonban várakozásával ellentétben a Cumberland hadsereg lényegében maradt, ahol volt, csak némi visszavonulás árán kicsit egyenesedtek a hadállásai. A harc nem újult ki a kimerült felek között, mert fegyverszünetet kötöttek a mezőn a fagyban fekvő sebesültek ezreinek összeszedése céljából. Január 2-án Bragg a vasútvonal másik oldalán újította fel a támadást. Breckinridge vezérőrnagy más egységekkel megerősített hadosztálya sikeresen elfoglalta a West Murfree domb magaslatait, de a lemenekülő északiak üldözése közben összpontosított ágyútűzbe került, majd a kibontakozó ellentámadás súlyos veszteségekkel visszavetette ugyanoda, ahonnan kiindult. A támadás előtt élénken tiltakozó, azt öngyilkosságnak nevező Breckinridge összetört kentucky honfitársainak a pusztulása láttán. Január 3-án további erősítések érkeztek az északiak számára, melyeket Wheeler sikertelenül próbált szétszórni, mert támadását visszaverték. Bragg maga nem tudott több katonát harcba vetni, míg a jelentések arra mutattak, hogy Rosecrans erői hamarosan akár 70 000 főre nőhetnek, ezért elrendelte a visszavonulást Tullahoma felé.

#### A beosztottak lázadása
Bragg tábornokai hangot adtak parancsnokságával való elégedetlenségüknek a Heartland hadjárat és Stones River idején is. A kritikákról szállongó hírekre válaszul körlevelet küldött hadtest- és hadosztályparancsnokainak, melyben azt kérte, hogy írásban erősítsék meg, hogy Stones River után a visszavonulást javasolták. Közölte, hogy ha félreértette őket és hibát elkövetve vonult vissza, akkor hajlandó lemondani. A levél megírása idején szerencsétlenségére hithű támogatóinak java vagy sebesült volt, vagy betegség miatti eltávozást kapott. Bragg bírálói, mint például William J. Hardee úgy értelmezték a levelet, hogy az valójában arról szól, vajon elvesztette-e legfőbb alárendeltjei bizalmát, vagy sem? Leonidas Polk nem válaszolt a kérdésre, de a vele baráti viszonyban álló Davis elnöknek írt levelében azt ajánlotta, hogy Bragget váltsa le.
Davis a panaszokra válaszul Joseph E. Johnston tábornagy helyszíni vizsgálatra való kiküldésével válaszolt. Davis azt remélte, hogy Johnston, mint Bragg elöljárója kívánatosnak fogja tartani a hadsereg közvetlen irányítását és így Bragget kivonja a forgalomból. Csakhogy Johnston megérkeztekor úgy találta, hogy a Tennessee hadsereg relatíve jó állapotban van, hiszen Bragg jó szervezői munkával biztosította ellátását. Johnston ezt elismerve azt mondta, hogy Braggé „a Konföderáció legjobban szervezett, felfegyverzett, felszerelt és legfegyelmezettebb hadserege”. Johnston kifejezetten elutasított minden olyan sugallatot, hogy átvegye a parancsnokságot, mert azt gondolta, hogy mások szemében a helyzetet igazságtalanság árán, saját személyes becsvágyának kielégítésére kihasználó színben tűnne fel. Mikor Davis utasítására Johnston Richmondba küldte Bragget, Johnston késleltette az utazást a mindenhova férjével tartó Elise Bragg betegsége miatt; és mikor Elise meggyógyult, Johnston vált képtelenné átvenni a parancsnokságot, mert a Seven Pines-i ütközetben szerzett sebesülése újból egészségügyi gondokat kezdett okozni.

#### A Tullahoma hadjárat és Chattanooga kiürítése

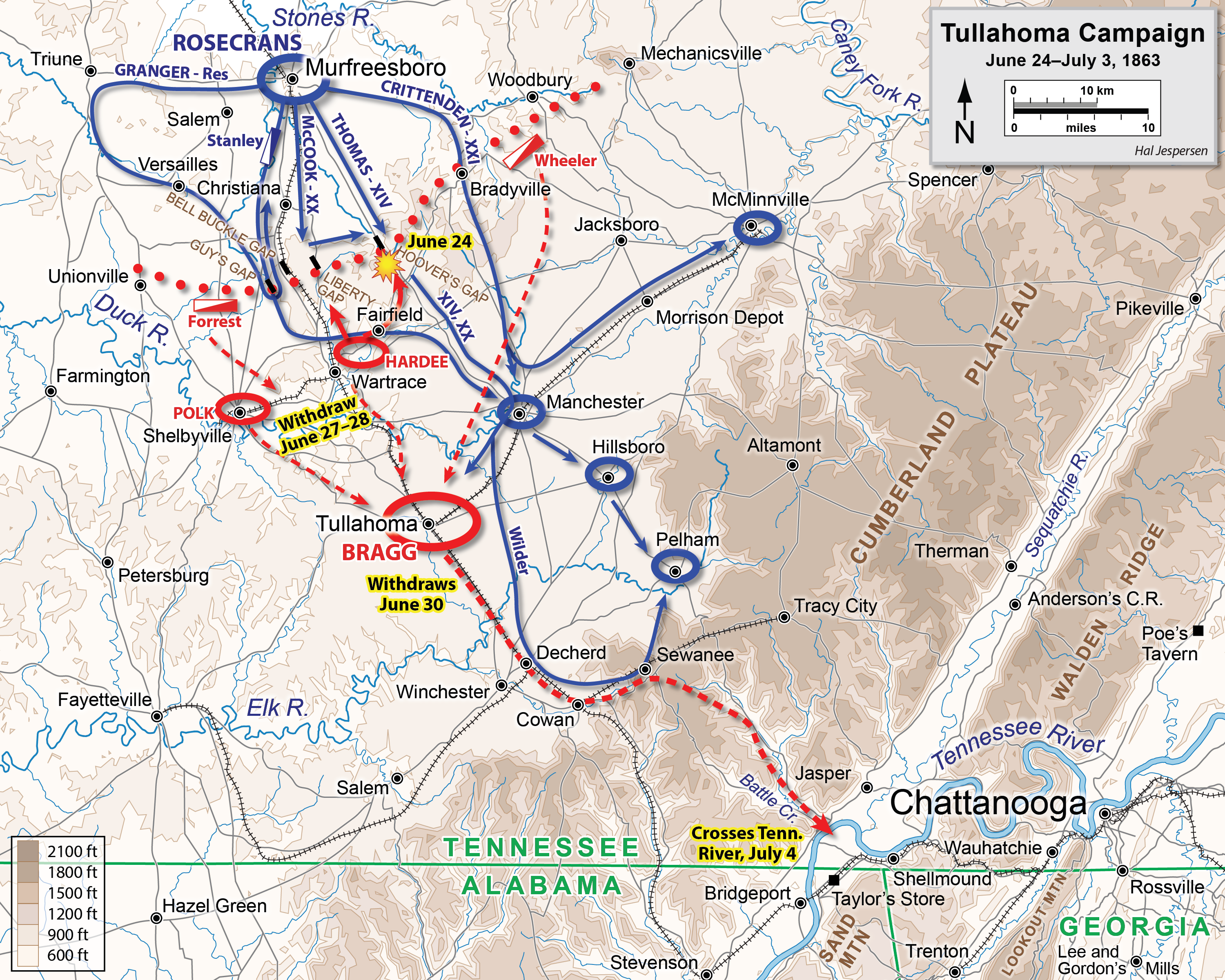
A Tullahoma hadjárat térképe

Miközben Bragg Tullahoma megerődítésével foglalkozott, Rosecrans a következő hat hónapot Murfreesboro kiépítésével és csapatai trenírozásával töltötte, mielőtt újra támadott volna. Rosecrans 1863. június 23-án indított művelete meglepte Bragget. A Tennessee hadsereg centrumát képező Polk hadosztályt kisebb összecsapások sorával kötötte le, mialatt csapatai nagy része megkerülte Bragg jobbszárnyát. Bragg lassan reagált, beosztottjai pedig most sem működtek együtt. Az elmúlt hónapok alatt a tábornokok közötti széthúzás nagyrészt megszüntette a stratégiai megbeszéléseket és sem Polk, sem Hardee nem tudott Bragg terveiről. A Cumberland hadsereg manővere következtében július 4-én Bragg feladta Tullahomát és visszavonult a Tennessee-folyó mögé. A Tullahoma hadjáratban Rosecrans minimális veszteségekkel érte el a célját, vagyis a konföderációs erők kiszorítását Közép-Tennesseeből, s ezt kiváló teljesítménynek tartják. Judith Hallock azt írta, hogy Braggnek túljártak az eszén, és hogy ezért részben gyenge egészsége is felelős lehetett. Ennek ellenére az általános értékelése szerint megbízhatóan teljesített a visszavonulás bonyolult körülményei közepette, s Tullahomából épségben hozta ki hadseregét.
A Tennessee hadsereg július végére 52 000 főre gyarapodott, ám ettől függetlenül a kormány egybevonta a Department of East Tennesseevel (Kelet-Tennessee adminisztratív körzet), melyet Simon B. Buckner vezetett. Ez további 17 800 fővel növelte az erejét, de a megvédendő területet kiterjesztette északra Knoxville környékére. Ezzel Bragg szerzett egy harmadik alárendeltet, aki ugyanolyan kevéssé tisztelte, mint a másik kettő. Buckner attitűdjére egyaránt kihatással volt szűkebb hazája, Kentucky 1862-es a balsikerű inváziója és az önálló parancsnoksága elvesztése. Csak az kínált számára némi vigaszt, hogy Hardee júliusban áthelyezését kérte a Mississippihez, de őt Daniel Harvey Hill ideiglenes altábornaggyal váltották fel, akit azért helyeztek át a nyugati hadszíntérre, mert nem tudott kijönni Robert E. Lee tábornaggyal az Észak-Virginiai hadseregnél.
A konföderációs hadügyminisztérium augusztus elején aziránt érdeklődött, hogy Bragg fel tudná-e újítani a támadást Rosecransszel szemben, ha Mississippiből erősítéseket kapna, amit a földrajzi és logisztikai nehézségek miatt elutasított és inkább arra várt, hogy ellenfele oldja meg őket és lendüljön támadásba. A Tennesseen való átkelés harcban való kierőszakolása nem tűnt lehetségesnek, ezért Rosecrans Chattanooga fölött elterelő műveletet indított, míg eközben átkelt a folyón lejjebb. Bragg jogosan aggódott az Ambrose Burnside vezérőrnagy vezetésével Knoxville-t fenyegető jelentős északi hadtest miatt, miközben Rosecrans Chattanooga ágyúzásával próbálta fenyegetni a folyótól északra fekvő magaslatokról. Az uniós hadsereg zöme ezalatt, szeptember 4-én átkelt a Tennessee-folyón Chattanoogától délkeletre és Braggnek rá kellett jönnie, hogy állásait nem tudja ezután tartani. Szeptember 8-án kiürítette a várost.

### Georgia védelme

#### Stratégiai fordulat és morális összeomlás

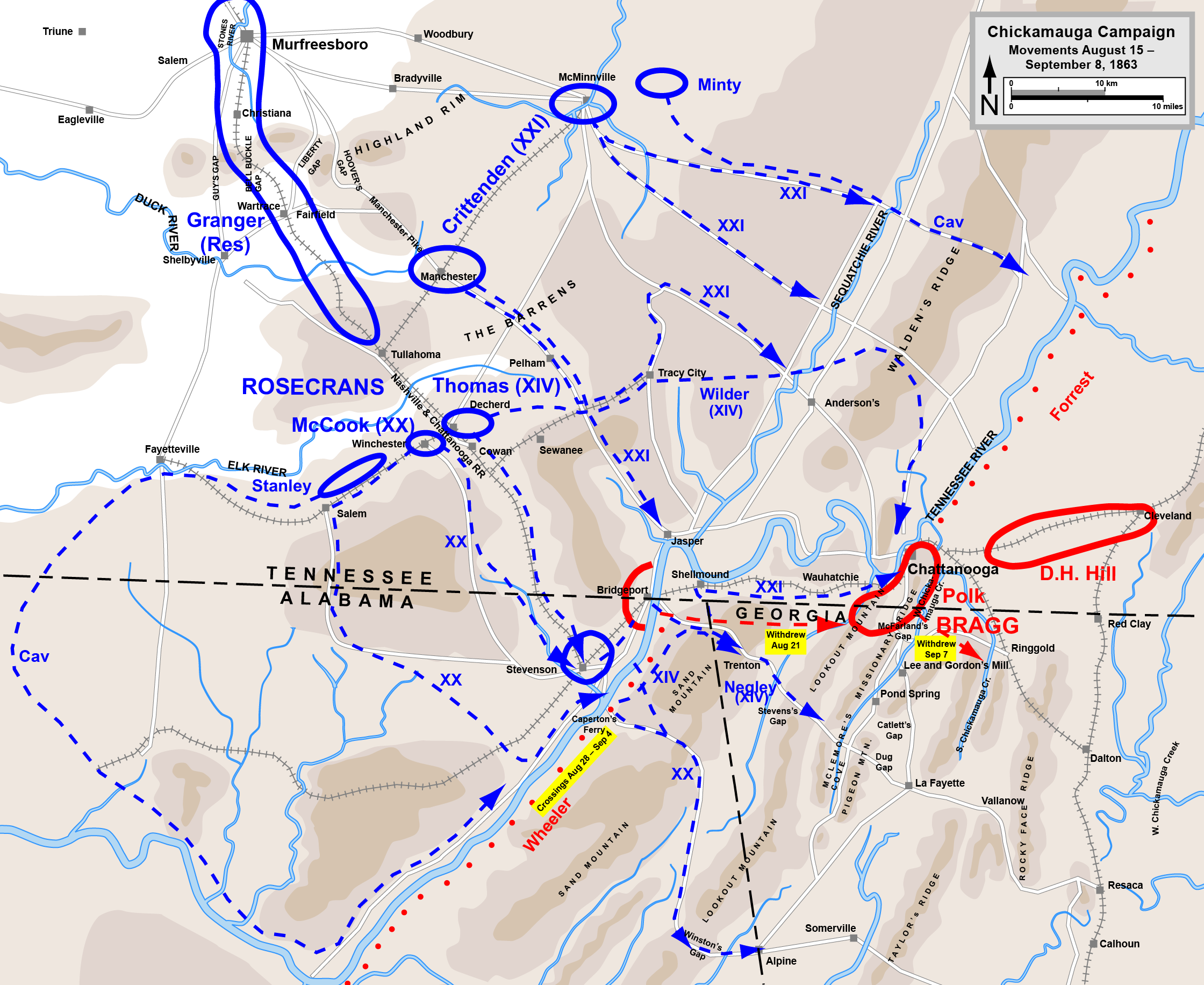
A Chickamauga hadjárat kezdeti műveletei 1863. augusztus 15-től szeptember 8-ig.

Rosecrans megszilárdította a birtokába került Chattanoogát, de Lincoln és Edwin Stanton hadügyminiszter kevés elismerést adva ismételten a támadás folytatását követelte. Rosecrans így megint szétbontakoztatta hadseregét és rossz felderítése ellenére hadtestenként külön vonulva betört Észak-Georgiába. Célja Bragg üldözése volt, akiről azt feltételezte, hogy Atlanta eléréséig vonul vissza. Eddigre azonban a Konföderációban nagy politikai vitákban győzött az az elképzelés, hogy a sikertelen gettysburgi csata után a nyugati hadszíntéren erőket összevonva kell megkísérelni a stratégiai kezdeményezés visszaszerzését, méghozzá a Cumberland hadsereg megsemmisítésével. A Tennessee hadsereghez szeptember 6-tól áramlani kezdtek az erősítések, és Bragg ellencsapásra készülődhetett fel.
Teljesítményére továbbra is rányomta bélyegét, hogy beosztottjai figyelmen kívül hagyták parancsait. Szeptember 10-én Thomas C. Hindman vezérőrnagy és D. H. Hill utasítást kapott, hogy támadja meg a Thomas hadtestéből a többitől 13 órányi távolságra előreküldött Negley hadosztályt McLemore's Cove-nál. A Davis's Cross Roads-i ütközetben, pedig a Bragg által kitervelt csapda alapján az többi uniós hadosztálytól elszakadt egységet felmorzsolhatták volna, mire Thomas hadtestének többi része segítségére siet. Hill azonban úgy gondolta, hogy a vele szemben jövő északi hadoszlop nem csak egy hadosztály, mint azt Bragg képzeli és kidőlt fák torlaszolták el a szorost, melyen át kellett volna haladnia, így nem támadott. Ezt látva Hindman elbizonytalanodott, nem neki van-e igaza és maga sem támadott, noha Bragg két további hadosztályt küldött segítségére, így már egymaga is háromszoros erőfölényben volt Negley-vel szemben. Bragg dühöngött a kihagyott lehetőség miatt és másnapra is támadást parancsolt. Eddigre azonban a következő Thomas-hadosztály is odaért és Hindman mindössze portyaszerű összecsapásokat vívva nem akadályozta meg a Negley hadosztály visszavonulását.
Thomas L. Crittenden vezérőrnagy hadteste megindult déli irányban, melyről Nathan Bedford Forrest lovassága értesítette Bragget, aki újabb lehetőséget látott. Szeptember 13-án Bragg elrendelte, hogy Polk William H. T. Walker tartalékhadtestével együtt támadja meg az Thomas J. Woods dandártábornok által vezetett, elöl jövő hadosztályt, de Polk nem engedelmeskedett és több katonát követelt azt állítva, hogy őt magát fogják megtámadni. Rosecrans rájött, hogy nincs konföderációs visszavonulás, hanem ellenállásra készülnek, s ezeket a késlekedéseket csapatai összébb vonására használta fel, így a lehetőségek elúsztak. A Tennessee hadsereg fegyelme felbomlóban volt.

#### A chickamauga-i csata

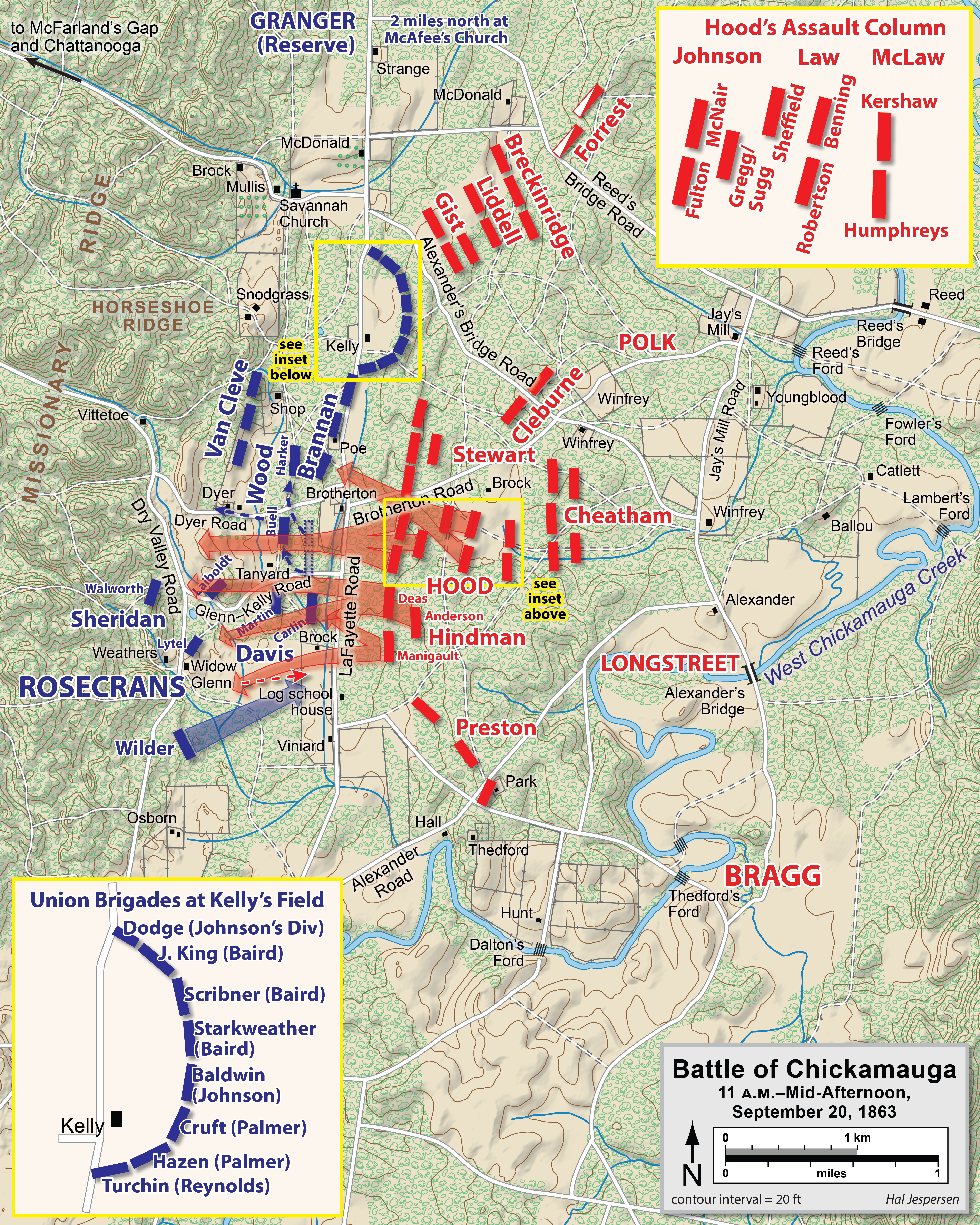
Longstreet áttörése a chickamaugai ütközetben, 1863. szeptember 20-án dél körül.

1863. szeptember 19–én két nagyjából hasonló erejű hadsereg vonult fel egymás ellen a West Chickamauga patak nyugati partján. Bragg támadását csak másnapra tervezte, de Nathan Bedford Forrest lovassága összecsapott a Granger tartalékhadtest egyik dandárja által vizet keresni kiküldött járőrrel Jay's Mill (Jay malma) közelében. A nem tervezett összecsapásba mindkét fél egyre újabb egységeket dobott harcba, de részenkénti támadásaik és ellentámadásaik nem tudtak döntést kicsikarni. Sötétedés után is folyt a zűrzavaros harc, melyben a konföderációsok 6000-9000, az unió 7000 katonát vesztett.
Bragg szállásáról azt a jelentést küldte, miszerint „Éjszakára mi uraltuk a csatateret a nagy túlerejű ellenséggel vívott makacs harcok sorozata után.” Összehangolatlan támadásai azonban nem tudták az áttöréshez és Rosecrans hadseregének Chattanoogától való elvágásához szükséges tömeget mozgósítani. Thomas Connelly, a Tennessee hadsereggel foglalkozó történész Bragg szeptember 19-i hadvezetését amiatt kritizálja, hogy alárendeltjei nem kaptak meg bizonyos parancsokat, és így szórványos támadásai csak erejét apasztották, valamint Rosecrans felderíthette a lázadók nem ismert pozícióját. Conelly szerint Bragg két lehetősége is elszalasztott, hogy szeptember 19-i ütközetet megnyerje.
Bragg alárendeltjeinek egyenként magyarázta el, hogy két szárnyat alkot a folyamatosan érkező erősítésekkel. Polk, a rangidős altábornagy lett a jobbszárny parancsnoka, D. H. Hill és Walker hadtestével, valamint Cheatham hadosztálya fölött rendelkezve. Polk utasítást kapott, hogy hajnalban indítson támadást sorrendben Breckinridge, Cleburne, Stewart, Hood, McLaws, Bushrod Johnson, Hindman és Preston hadosztályaival. Mikor megkapta a hírt, hogy Longstreet altábornagy megérkezett Virginiából, Bragg őt nevezte ki a balszárny parancsnokának, Hood és Buckner hadtestével, valamint Hindman hadosztályával. Longstreet 19-én késő éjjel érkezett és a sötétben kutatva kellett megkeresnie Bragg szállását, mert nem küldtek ki érte senkit. Este 11 óra felé találta meg Bragget, aki már aludt. Bragg neki is elmagyarázta a másnapi haditervet és térképet adott a területről. A hadsereg harmadik altábornagyát, D. H. Hillt azonban nem informálta közvetlenül, hogy Polk alárendeltjének osztotta be, hanem csak egy törzstiszt útján értesítette. A futár, aki D. H. Hillnek a haditervet továbbította, nem volt képes megtalálni a sötétben és dolgavégezetlen visszafordult.
Így reggel öt órakor Polk arra ébredt, hogy D. H. Hill, akinek egyik hadosztályparancsnoka volt Breckinridge, nem készített elő semmilyen támadást. Polk gyorsan papírra vetett támadási parancsára Hill egy sor kifogással válaszolt, melyek miatt halasztást kért. Bragg vonakodva beleegyezett. Ezalatt azonban Thomas XIV. hadteste rönkökből barikádokat épített állásai előtt, amin Breckinridge és Cleburn támadásai fennakadtak. A jobbszárny hadosztályainak támadása délben abbamaradt. Bragg ezt látva átnyúlt Longstreet feje fölött és közvetlen parancsot küldött Stewartnak, hogy támadjon. Stewart Longstreet értesítése nélkül azonnal támadásba lendült, meglepve saját szárnyparancsnokát, de mint az várható volt, az uniós ellentámadás visszaszorította kiindulóhelyére. Longstreet 11 óra után 10 perccel három hadosztálynyi támadóoszlopot vetett az ütközetbe, éppen akkor, mikor velük szemben egy északi hadosztályt félreértések miatt kivontak a frontvonalból. A konföderációsok berontottak a résbe és támadásuk erejétől rövidesen az egész uniós jobbszárny felbomlott és futásban keresett menedéket.
Bragg nagy veszteségekkel legyőzte a Cumberland hadsereget a chickamaugai csatában, a konföderációs hadak legnagyobb diadalát aratva a nyugati hadszíntéren. A győzelmet lényegében a Longstreet vezette balszárny egymaga harcolta ki, mert Polk sokadik baklövését elkövetve nem hagyott ügyeletes tisztet éjszakára a főhadiszállásán és így a támadási parancsot olyan késve vette át, hogy nem tudott lényegeset hozzátenni az ütközet kimeneteléhez. A Cumberland hadsereg teljes megsemmisítése azonban nem sikerült. Bragg célja Rosecrans chattanoogai bázisától való elvágása és teljes tönkreverése volt. Miután azonban a Longstreet-féle balszárnnyal szembeni uniós erők megfutottak, George H. Thomas szívós ellenállása, akárcsak Stones-folyónál időt adott a hadseregnek, hogy majdnem minden egysége kimeneküljön az egérfogóból.
A csata után Rosecrans Chattanoogáig vonult vissza, Bragg pedig nem üldözte, hanem lassan haladt mögötte és ostrom alá vette a várost. Bragg néhány beosztottját jó ideje frusztrálta a tábornagy vonakodása a menekülő északiak üldözésétől és a győzelem kiaknázásától. Bragg úgy érezte, hogy a győzelem tőkéjének birtokában végre leszámolhat ellenzékével, így alárendeltjei között tisztogatást végzett. Hindmant leváltotta a McLemore Cove-i befuccsolása miatt, Polknak pedig a szeptember 20-i támadás késleltetése miatt kellett mennie. Szeptember 29-én Bragg mindkettőjüket felfüggesztette. Erre azonban október elején lázadás bontakozott ki, így D. H. Hill is elbocsátásra került. A szintén ellene áskálódó Longstreet hadtestét Burnside Knoxville-t elfoglaló csapatai ellen küldte, mellyel lényegesen meggyengítette a ostromhoz rendelkezésére álló hadsereget.
Polk különösen feldühödött a leváltása miatt. Jó pár hadosztály- és hadtestparancsnok titokban találkozót szervezett, amin petíciót írtak az elnökhöz. A szerző kiléte nem ismert, de a történészek az első aláírót, Simon B. Bucknert gyanítják mögötte. Longstreet azt írta a hadügyminiszternek, hogy „amíg jelen parancsnokunkat bírjuk, isteni beavatkozáson kívül semmi más meg nem menthet bennünket.” A Tennessee hadsereg szó szerint a lázadás szélére sodródott, ezért Jefferson Davis vonakodva Chattanoogához volt kénytelen látogatni, hogy személyesen mérje fel a helyzetet és vessen véget a torzsalkodásnak. Noha a krízis megoldása érdekében Bragg felajánlotta lemondását, Davis azt a siker másnapján nem fogadhatta el, hanem az összeesküvőket dorongolta le és panaszaikat rosszindulatú áskálódásnak nevezte.

#### Chattanooga

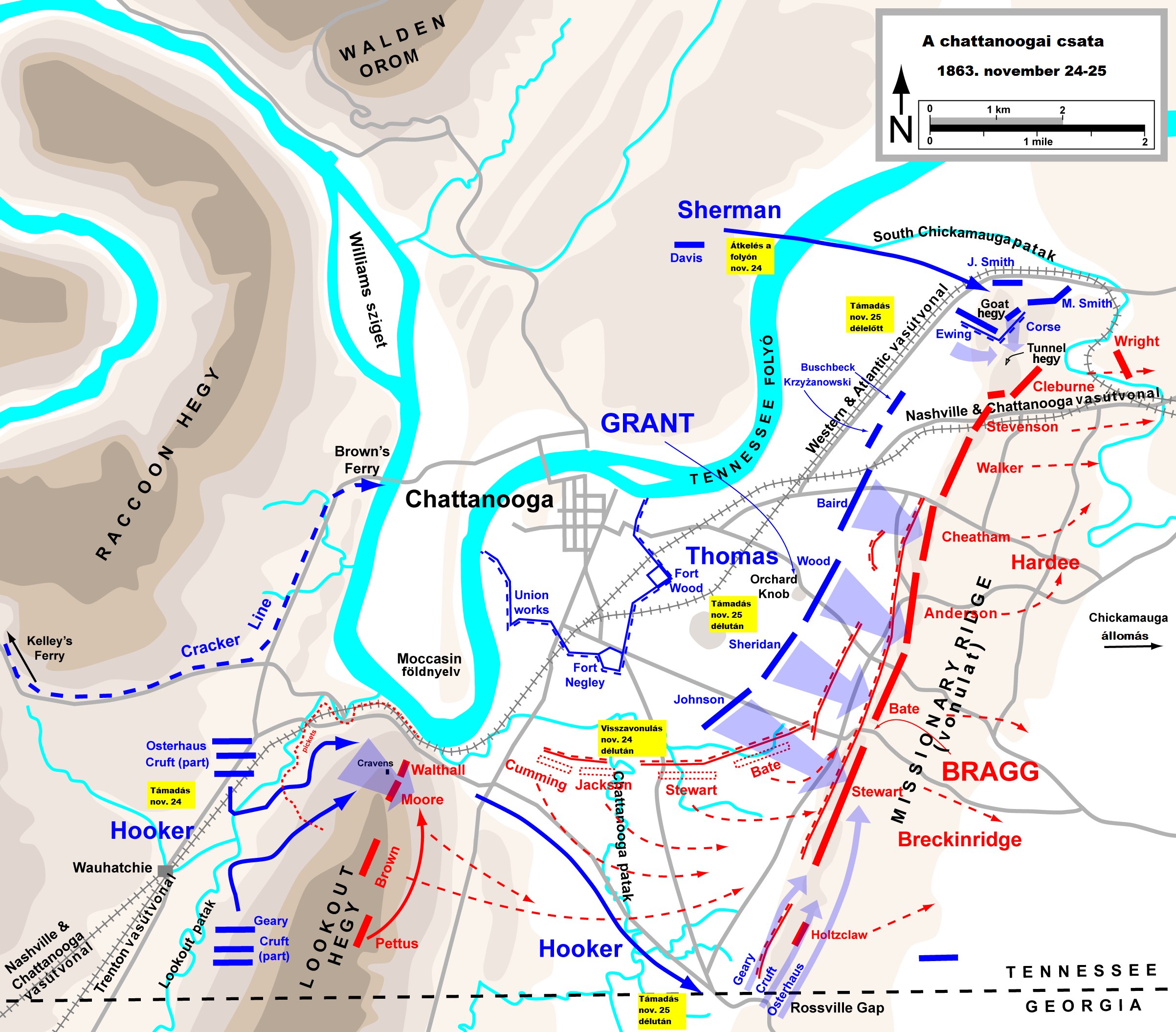
A Chattanooga körüli összecsapások, 1863. november 24–25 között

Mialatt Bragg alárendeltjeivel küzdött és Longstreet Knoxville-ba való küldésével apasztotta erőit, a Cumberland hadsereg új parancsnokot kapott George H. Thomas vezérőrnagy személyében és további két hadsereg érkezett Mississippi-ből és Virginiából. A nyugati hadszínteret Ulysses S. Grant vezérőrnagy parancsnoksága alá rendelték. Bragg a Chattanooga hadjáratban vezette utoljára a Tennessee hadsereget. Meggyengített balszárnya 1863. november 24-én a Lookout Mountain-i ütközetben nem tudott ellenállni az uniós gyalogság improvizált rohamának. Másnap, a Missionary Ridge-i ütközetben a jobbszárny sikeresen ellenállt, de a centrumot legyűrte Thomas hadserege. A Tennessee hadsereg elmenekült és a georgiai Daltonig vonult vissza. Bragg november 29-én ismét felajánlotta a lemondását és bosszúságára Davis habozás nélkül elfogadta. December 2-án átadta a parancsnokságot Hardee altábornagynak, akitől hosszas keresgélés után Joseph E. Johnston tábornagy vette át a vezetést. Az 1864-es Atlanta hadjáratban Johnston vezette a hadsereget Shermannel szemben.

### Az elnök katonai tanácsadója és a Karolinák hadjárata
1864 februárjában Bragget Richmondba idézték elnöki konzultációra. Február 24-én kapott új parancsa szerint „a Konföderációs államok katonai műveleteinek irányításával” lett megbízva, de mivel Davis lényegében magának tartotta fent a vezénylő tábornoki szerepkört, Bragg csak a tanácsadója, hatáskör nélküli vezérkari főnöke lett. Ezt a feladatot korábban Robert E. Lee töltötte be. Bragg szervezési képességeivel csökkentette a korrupciót és javított a roskadozó logisztikán. Átvette a hadifogolytáborok és a katonai kórházak felügyeletét. Parancsnoki lánc kidolgozásával és a felmentettség csökkentésével átalakította a Konföderáció újoncozási rendszerét. Richmondi tevékenysége folyamán számos perpatvarba keveredett tábornoktársaival, jelentős közéleti tényezőkkel, mint pl. a hadügyminiszter, a főbiztos, a parlamenti képviselők és a sajtó. Ez alól kivételt jelentett Robert E. Lee, aki képes volt udvariasan kezelni Bragget és akinek köztudomásúan bizalmi kapcsolata volt Davisszel.
1864 májusában, mialatt Leet lefoglalta a Grant által indított Overland hadjárat Virginiában, Bragg a Richmondtól délre és nyugatra fekvő területek védelmére koncentrált. Meggyőzte Davist, hogy bízza meg az általa nem szívlelt P. G. T. Beauregard tábornagyot Richmond és Petersburg védelmével. Davist ezalatt Johnston lanyhának talált hadvezetése aggasztotta az Atlanta hadjárat visszavonulásai közepette. 1864. július 9-én Bragget küldte Georgiába, hogy értékelje taktikai helyzetet és folytasson vizsgálatot, vajon nem kell-e leváltani Johnstont. Bragg titkon reménykedett, hogy visszakaphatja hadseregének vezetését, de hajlamos volt elfogadni Davis választását. Davis utalt rá Bragg előtt, hogy Hardeet gondolja megfelelő utódnak, de Bragg nem volt képes régi ellenségének előlépését támogatni és azt jelentette, hogy Hardee nem változtatna sokat a johnstoni stratégián. Bragg hosszasan tárgyalt John Bell Hood altábornaggyal, aki jó benyomást tett rá annak a kezdeményezést megragadó támadási terve. Hood erről a témáról hetek óta bizalmas levelezést folytatott Richmonddal Johnston háta mögött. Davis Hood kinevezése mellett döntött.

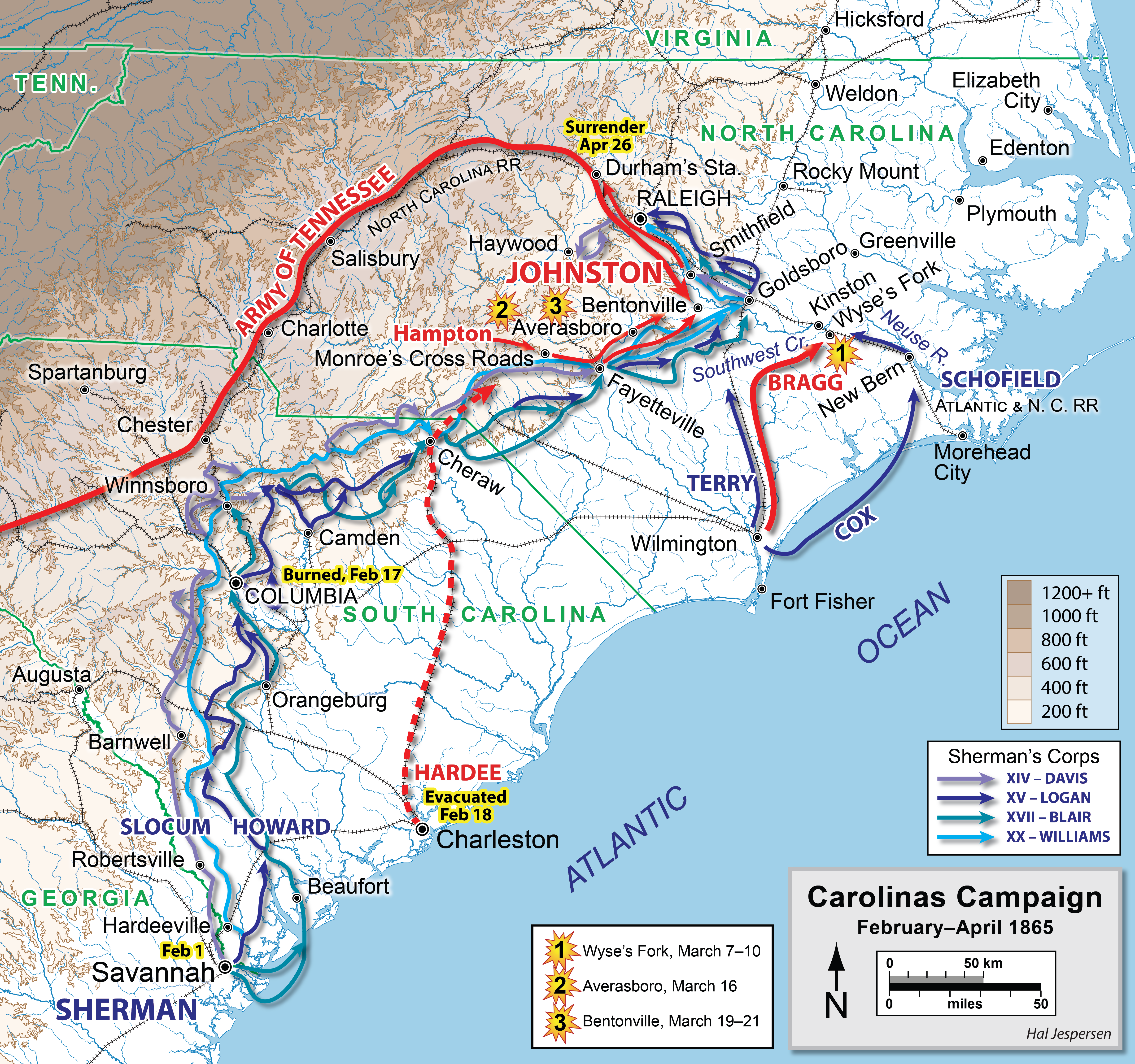
A Karolinák hadjárata

1864 októberében Davis Bragget küldte Wilmington védelmének ideiglenes átvételére és hatáskörét Lee ajánlására hamarosan kibővítették Észak-Karolina és Dél-Virginia adminisztratív körzetére. Novemberben Sherman már útban volt, hogy Atlantából Savannah-ig előrehatolva ismét kettévágja a Konföderációt. Bragg sikertelenül próbálta megszervezni először Augusta, Savannah és Charleston, majd 1865 januárjában ismét Wilmington védelmét. Az utóbbi erődje, Fort Fisher ellen vezetett első támadást sikerült visszaverni, így déli kézen maradt a vízi útvonal Wilmington felé. Mikor azonban 1865 januárjában az uniós erők újabb próbálkozást indítottak, Bragg gyenge teljesítményt mutatott. Az első ostrom alapján azt gondolta, hogy az erőd sérthetetlen, holott a rossz időjárás sokat segített a védelmen. Így a második ostromnál nem sietett idejében a segítségére. Fort Fisher elvesztésével Wilmingtont, az utolsó atlanti kikötőt is ki kellett üríteni.
Bragg ezután újabb rossz híreket kapott. Mély elkeseredésére Joseph E. Johnstont helyezték vissza a Tennesse hadsereg és más erők élére, melyek Észak-Karolinát igyekeztek megvédeni Shermantől. Ezzel nagyjából egyidőben, februárban Bragg katonai tanácsadói szerepkörét is elvesztette, mikor Davis Leet kinevezte a Konföderáció összes hadseregének vezénylő tábornoknak. John C. Breckinridge, aki a perryville-i ütközetből való visszavonulás óta gyűlölte Bragget hadügyminiszternek lett kinevezve. Davis együtt érzett Braggel és felajánlotta, hogy Edmund Kirby Smithtől átveheti a Mississippintúli adminisztratív körzetet, de annak helyi politikusai erősen ellenezték az ötletet. Bragg a Karolinák hadjáratának hátralevő részére Johnston alá beosztott hadtestparancsnok lett, akinek ereje nem haladta meg egy hadosztályét. Katonái március 7-10-ig győztek egy apró ütközetben Wyse Forknál, de nem tudtak győzni a bentonville-i ütközetben március 19 és 21 között. Richmond április 2-i eleste után Jefferson Davis és a kormány maradéka délnyugat felé menekült. Bragg raleigh-i főhadiszállását elhagyva május elsején csatlakozott hozzájuk. Részt vett az utolsó kormányülésen és jelentős szerepet játszott Davis meggyőzésében, hogy az ügy elveszett. Bragg kis stábja társaságába ellovagolt és május 9-én Monticellóban először fogságba került, majd kegyelmet kapott.

## A háború utáni életútja
Bragg és Elise 1862 vége felé elvesztette otthonát, a thibodaux-i ültetvényt, melyet az uniós hadsereg elkobozott. Az ültetvény röviden a felszabadított rabszolgák otthonaként szolgált Bragg Home Colony néven a Menekültek, felszabadítottak és elhagyott földek hivatalának (Bureau of Refugees, Freedmen and Abandoned Lands) kezelésében. A házaspár Bragg bátyjának ültetvényére költözött, az alabamai Lowndesboroba, de az ottani remeteéletet nem tudták elviselni. 1867-ben Bragg a new orleans-i gátvédelem felügyelője lett, de csakhamar kirakták állásából egy korábbi rabszolga kedvéért, mikor a rekonstrukciósok ragadták meg a hatalmat. 1869 végén Jefferson Davis ajánlott fel egy életbiztosítás-ügynöki állást Braggnek a Carolina Life Insurance Company-nél. Négy hónapig dolgozott itt, mielőtt az alacsony jövedelem miatt elégedetlenné vált. Kacérkodott az egyiptomi hadsereg ajánlatával, de nem fogadta el végül. 1871 augusztusában Mobile-ban mérnökként alkalmazták a Mobile-folyó, a kikötő és az öböl fejlesztése céljából, de „különféle kapitalistákkal” való összeveszése után elbocsátották. Texas-ba költözött, ahol a Gulf, Colorado és Santa Fe vasút főmérnöke lett 1874 júliusában. Egy év alatt sem tudott megegyezni a felügyelőbizottság igazgatóival a javadalmazásáról és emiatt kilépett. Vasúti felügyelőként dolgozott tovább Texasban.
59 éves korában Bragg barátjával Galvestonban sétált az utcán, mikor hirtelen öntudatlanul összeesett. Bevitték egy patikába és 10-15 percen belül halott volt. Egy állapotát ismerő orvos szerint "az agya halt meg", vagyis agyparalízist szenvedett az agyi véredények leromlása folytán. Egy vizsgálat megállapítása szerint halálát végzetes ájulás okozta, lehetséges, hogy szívelégtelenséggel kombinálódva. A Mobile-ben levő Magnolia temetőben helyezték örök nyugalomra.

## Az utókor megítélése
James McPherson megjegyzése „olyan kétbalkezesek, mint Bragg, Pemberton és Hood veszítették el a nyugatot” összefoglalja a modern történészek nagyjának véleményét. Bragg hadseregparancsnoki gyengesége egyrészt fantáziátlan taktikája volt, mivel rendszerint frontális támadásokkal kísérletezett, mint Shiloh-nál a Hornet's Nest ellen, Stones Rivernél Breckinridge támadásakor, és Chickamaugánál is sok alkalommal. Másrészt az ütközet utáni üldözéstől és a lehetőségek kihasználásától való vonakodása taktikai győzelmeket döntetlenekké és stratégiai csalódásokká változtatta Perryville és Chickamauga esetében. Taszító társasága, hajlama mások hibáztatására a vereségek miatt, és az emberekkel való bánásra való teljes képtelenség vezetett oda, hogy minden sikertelen kortársánál többet támadták. Peter Cozzens azt írta beosztottjaival való viszonyáról:
|  | „Még Bragg legmakacsabb támogatói is figyelmeztették indulatosságára, általános ingerlékenységére, és arra a hajlamára, hogy ártatlanokat is besarazzon gyakori dührohamai során. Elismerést, dicséretet tudomásunk szerint olyan keveset lehetett hallani tőle, hogy annál már csak beosztottjairól kialakult rossz véleményét változtatta kevésbé. Ilyen tisztek számára—és ilyenből számos akadt a Mississippi hadseregben—Bragg leváltása, vagy saját áthelyezésük ennek az elviselhetetlen helyzetnek egyedüli alternatíváiként tűntek fel.” |
|  | – Peter Cozzens |

Néhány ellenérv is akadt a idők folyamán. Judith Lee Hallock a konföderációs vereségekért Bragg hibáztatását Bragg-szindrómának nevezte. Míg azt nem sokan vonják kétségbe, hogy nem volt jó hadseregparancsnok, Hallockhoz és Steven E. Woodworthhöz hasonló történészek rámutatnak szervezői képességeire és hogy vereségeit részben balszerencse és beosztottjainak hozzá nem értése okozta, utóbbi alatt főképpen Polkot értve. Másik gondot okozó alárendeltjét, Hardee-t ezzel szemben kitűnő katonának tartotta Bragg maga is. Polk, noha személyesen bátor és karizmatikus személy volt, nem értett a taktikához, rendszeresen képtelen volt egységesen támadni és súlyosan engedetlen volt. Viszont bensőséges barátja volt Davis-nek, aki nem engedte leváltani. Bragg ezenkívül nem kapta meg azt a támogatást, melyet Davis Robert E. Lee, vagy Albert Sidney Johnston számára megadott.
Grady McWhiney és Woodworth kijelentette, hogy a közhittel ellentétben Davis és Bragg nem voltak barátságban, sőt, a háború után keserű vitákat folytattak. Davis a háború elején elismerte Bragg magasegység-parancsnoki képességeit, de 1863-ban már kész volt leváltani. Judith Hallock kiemelte, hogy Davis és Bragg kölcsönösen elismerte egymást a richmondi megbízatás idején, lehetséges, hogy amiatt, mert Bragg tisztelettel adózott az elnök iránt.

## Emlékezete

Az észak-karolinai Fort Bragg erőd bejárata feletti felirat.

Néhány földrajzi nevezetesség őrzi Braxton Bragg emlékét:
- Fort Bragg, a hadsereg nagy helyőrsége Fayetteville-ben, a 82. Légiszállítású hadosztály otthona. 2023-ban Fort Liberty-re nevezték át.[84]

- Fort Bragg, Északnyugat-Kalifornia városa. 1857-ben egy tiszt korábbi parancsnokáról, Braxton Bragg századosról nevezte el.[85]
- Bragg, texasi szellemváros, melyet Bragg Station, vagyis Bragg állomás néven is ismernek. Kb. tizenhat kilométerre nyugatra helyezkedik el Kountze-től, Hardin megyében.[86]

## Fordítás
- Ez a szócikk részben vagy egészben  a   Braxton Bragg című angol Wikipédia-szócikk ezen változatának fordításán alapul.  Az eredeti cikk szerkesztőit annak laptörténete sorolja fel. Ez a jelzés csupán a megfogalmazás eredetét és a szerzői jogokat jelzi, nem szolgál a cikkben szereplő információk forrásmegjelöléseként.